# Airbus A380
« A380 » redirige ici. Pour les autres significations, voir A380 (homonymie).
Dimensions
L'Airbus A380 est un avion de ligne civil très gros-porteur long-courrier quadriréacteur à double pont, produit par Airbus de 2004 à 2021. Ses éléments sont fabriqués et assemblés dans différents pays européens, principalement en France, en Allemagne, en Espagne et au Royaume-Uni. L'assemblage final est réalisé sur le site de Toulouse, en France.
L'A380 est, en 2024, le plus gros avion civil de transport de passagers en service et le quatrième plus gros avion de l'histoire de l'aéronautique. Il est doté de quatre turboréacteurs Rolls-Royce Trent 900 ou Engine Alliance GP7200 d'une consommation de 3 L/100 km/passager (un avantage compétitif de l'ordre de 20 % par rapport à son principal concurrent le Boeing 747-400). Le pont supérieur de l'A380 s'étend sur toute la longueur du fuselage, ce qui donne à la cabine une surface de plancher beaucoup plus importante que celle de son concurrent direct, le Boeing 747-400.
L'A380-800 a un rayon d'action de 15 400 kilomètres, ce qui lui permet de voler de New York jusqu'à Hong Kong sans escale, à la vitesse de 910 km/h (Mach 0,85) jusqu'à 1 012 km/h (Mach 0,94). Dernier-né des quadriréacteurs commerciaux, l'A380 est un appareil qui est, en cas de panne d'un moteur, capable de continuer le vol sans atterrissage d'urgence, avec 3 moteurs restants.
Le programme A380, d'un coût total de développement de huit milliards d'euros, est lancé au milieu des années 1990. L'A380 est produit à 254 exemplaires volants : cinq appareils d'essai (dont deux revendus ensuite) et 249 appareils pour les compagnies aériennes (251 en exploitation commerciale). Le dernier appareil est produit en 2021. Son principal client est Emirates, la compagnie de Dubaï.
Le gros porteur souffre d'un paradoxe : malgré ses qualités, et même s'il est particulièrement apprécié par ses passagers,, l'A380 n'a pas répondu au besoin des compagnies : aucun nouveau client n'achète un exemplaire à partir de 2015, tandis qu'aucune compagnie n'augmente ses commandes en dehors d'Emirates, qui finit par annuler l'achat de 39 appareils en 2019. Face à ce fiasco commercial, Airbus annonce le 14 février 2019 la fin de la production de l'A380 pour 2021.

## Historique

### Genèse

#### Stratégies d'Airbus et deBoeing: très gros porteur contre très long-courrier
À la fin des années 1980, Airbus s'établit comme un sérieux concurrent de Boeing sur le segment des petits et moyens porteurs et envisage de s'attaquer au marché des appareils de 600 à 800 places. Au début des années 1990, Airbus se met officiellement à chercher un moyen de concurrencer Boeing et son Boeing 747 sur le marché des très gros porteurs.
Il existe déjà des très gros porteurs militaires, comme les Antonov An-124 et An-225, mais pas d'avion de transport civil de cette taille.
Les premières esquisses d'un aéronef très gros porteur Airbus, capable de transporter plus de 800 passagers sont réalisées au cours de l'été 1988. Cet ambitieux projet reste un secret du département « technologie et développement de produits nouveaux » d'Airbus pendant deux ans et demi.

#### Pré-étude Boeing-Airbus
Les constructeurs américains Boeing et McDonnell Douglas ont également des projets de cette ampleur avec le Boeing New Large Airplane et le McDonnell Douglas MD-12. Face aux coûts de développement que représente un tel projet, Daimler-Benz et British Aerospace, deux membres du consortium, poussent Airbus à accepter une étude conjointe proposée par Boeing sur la faisabilité d'un super gros porteur, connu sous le nom de « Very Large Commercial Transport ».
Les deux constructeurs savent qu'il n'y a pas de place pour deux appareils sur une telle niche de marché, comme l'a montré le lancement simultané du L-1011 de Lockheed et du DC-10 de McDonnell Douglas qui avait conduit Lockheed à cesser la production d'avions civils.
En juillet 1995, lorsque cette enquête de deux ans et demi se termine, Boeing et Airbus décident de ne pas construire un appareil ensemble.

#### Retrait de Boeing
Le coût du développement d'un super gros porteur est évalué par Boeing entre 12 et 15 milliards de dollars, et par Airbus à huit milliards. A posteriori, l'évaluation de Boeing semblait meilleure puisque le coût officiel du développement de l'A380 est de 18,6 milliards de dollars (12 milliards d'euros). Ron Woodard, le président de Boeing, indiquait d'ailleurs qu'il est « difficile d'imaginer qu'Airbus puisse développer un avion totalement nouveau pour un investissement de huit milliards de dollars ».
Boeing estime que le marché potentiel des très gros porteurs n'est pas suffisamment important pour justifier un tel investissement, et préfère développer des versions dérivées de son Boeing 747, ce qu'il fait dans les années suivantes et qui correspond de fait à la pratique récurrente de Boeing préférant l’évolution sur une base existante, même si en partie obsolète, plutôt qu’un saut technologique coûteux et risqué (cas du Boeing 737 maintes fois remanié et a contrario du Boeing 787).
En 1997, Boeing abandonne l'étude des 747-500 et 747-600 faute d'un intérêt suffisant de la part des compagnies aériennes. En 2000, Boeing propose encore deux projets de 747 agrandis aux compagnies aériennes, les modestes 747X et 747X stretch mais là encore, les projets n'aboutiront pas, la demande étant jugée insuffisante. Boeing, qui a l'exclusivité effective du marché des gros porteurs et un savoir-faire unique de 30 ans dans ce domaine, renonce donc à renouveler son Boeing 747. Cela indique soit que le constructeur américain faisait une erreur stratégique, soit que le marché potentiel ne permettrait pas une rentabilité satisfaisante pour lui et encore moins pour Airbus qui n'a à cette époque que la maîtrise des petits et des moyens porteurs.

#### Choix d'Airbus
De nombreux responsables d'Airbus sont persuadés que Boeing n'a aucune envie de lancer un tel projet avec son principal concurrent et que l'échec de cette enquête commune n'était qu'un leurre pour permettre au constructeur américain de conserver la suprématie avec ses 747. C'est une mauvaise interprétation puisque Boeing est effectivement resté sur le marché des gros porteurs avec son 747-400 sorti en 1989 et laisse à Airbus le marché des très gros porteurs. Le désintérêt de Boeing pour un développement commun d'un très gros porteur est autant économique que stratégique.
Lorsqu'Airbus apprend en 1996 que Boeing compte lancer un projet de Boeing 747 agrandi, la division « très gros porteur » est immédiatement créée et le constructeur européen décide de lancer son propre projet. En réalité, Boeing ne lance pas de projet de Boeing 747 « très gros porteur » mais évalue seulement la demande du marché pour des avions intermédiaires entre le gros porteur type Boeing 747-400 et le très gros porteur que voulait Airbus. Cet objectif raisonnable réduit l'investissement à « seulement » cinq milliards de dollars.
Le projet du super gros porteur d'Airbus débute fin 1995 et est baptisé Airbus A3--. À partir d'avril 1996, Airbus noue contact avec des compagnies susceptibles d'être intéressées par le gros porteur de Boeing pour discuter de l'hypothèse d'un avion de plus de 500 places. En fait, les 26 et 27 juin 1996, le constructeur européen invite les représentants de 13 compagnies aériennes mondiales au sein de l'hôtel Le Domaine d'Auriac de Carcassonne, près de Toulouse. Airbus reçoit des réponses très positives, mais le désintérêt réel de Boeing pour les très gros porteurs sème le doute chez certains partenaires d'Airbus. Le souvenir du Concorde, avion extraordinaire jamais égalé en performances mais aux pertes abyssales en exploitation faute de rotation continue est encore très présent. En juin 2000, la division « très gros porteur » continue d'affirmer la rentabilité du projet. Finalement, le programme se lança officiellement le 19 décembre 2000.

### Développement et construction

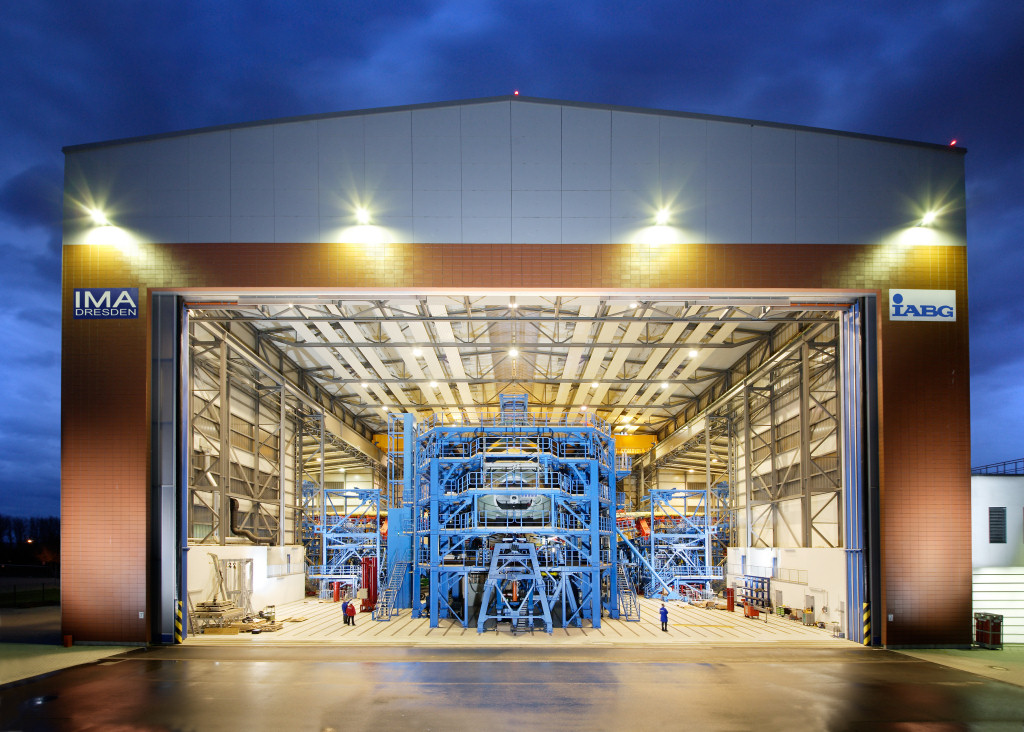
Test de fatigue de la structure d'un A380 à Dresde.

Les contraintes de taille de l'avion sont fixées par Airbus en concertation avec les principales compagnies aériennes, les services officiels et les représentants d'une soixantaine d'aéroports internationaux. Afin de pouvoir utiliser les installations des aéroports existantes sans entraîner de modifications radicales des infrastructures, l'A380 doit pouvoir s'inscrire dans un « carré de 80 mètres de côté ». Les dimensions de l'appareil ne doivent pas dépasser 80 m en longueur ni en largeur, la hauteur maximale est fixée à 24 m. Ces contraintes ont pour objectif de permettre à l'A380 de pouvoir manœuvrer sur les parkings et les voies de circulation des aéroports capables d'accueillir des Boeing 747. Les dépassements de 15,4 m en largeur, 3,3 m en longueur et 4,7 m en hauteur doivent être absorbés par les marges que la plupart des aéroports internationaux ont fixées autour du Boeing 747. L'incident de Bangkok montre que cette perte des marges rend les manœuvres plus délicates dans les aéroports non modifiés : le 31 août 2007, l'Airbus A380 en tournée de démonstration en Asie avec à son bord des personnalités, heurte un hangar sur l'aéroport de Bangkok, endommageant légèrement son aile gauche.
La conception de l'A380 a pour objectif constant de transporter plus de passagers que le Boeing 747 tout en consommant moins. Le 19 décembre 2000, le conseil de surveillance d'Airbus décide le lancement du programme A3--, rebaptisé A380, pour un montant de 8,8 milliards de dollars et alors que 55 appareils sont déjà commandés par six compagnies. Le nom A380 ne suit pas la dénomination classique des appareils d'Airbus qui s'est jusqu'à présent suivie, de A300 à A340. « A380 » fut choisi car le chiffre 8 ressemble à une vue en coupe du double pont de l'avion et est également un chiffre porte-bonheur dans de nombreux pays asiatiques dont le marché est le principal visé.
La configuration de l'A380 est définitivement fixée au début de l'année 2001 et la fabrication des premiers éléments du caisson de voilure débute le 23 janvier 2002.

#### Budget
Le budget initial du programme A380 est évalué à huit milliards de dollars en 1994 mais s'élève, en 2003, à 10,7 milliards de dollars dont 5,1 milliards pour Airbus, 3,1 milliards pour les partenaires et équipementiers et 2,5 milliards sous forme d'avances des gouvernements. En 2008, le budget est évalué à 18,6 milliards de dollars. Il faut ajouter à cette somme les 7,9 milliards de dollars (cinq milliards d'euros) des dépassements de coût et les pénalités de retard. La charge financière totale est donc de 26,5 milliards de dollars (18 milliards d'euros avec 1 € pour 1,45 USD), très loin des huit milliards de dollars annoncés à l'origine pour justifier la viabilité économique du projet.

### Présentation au public

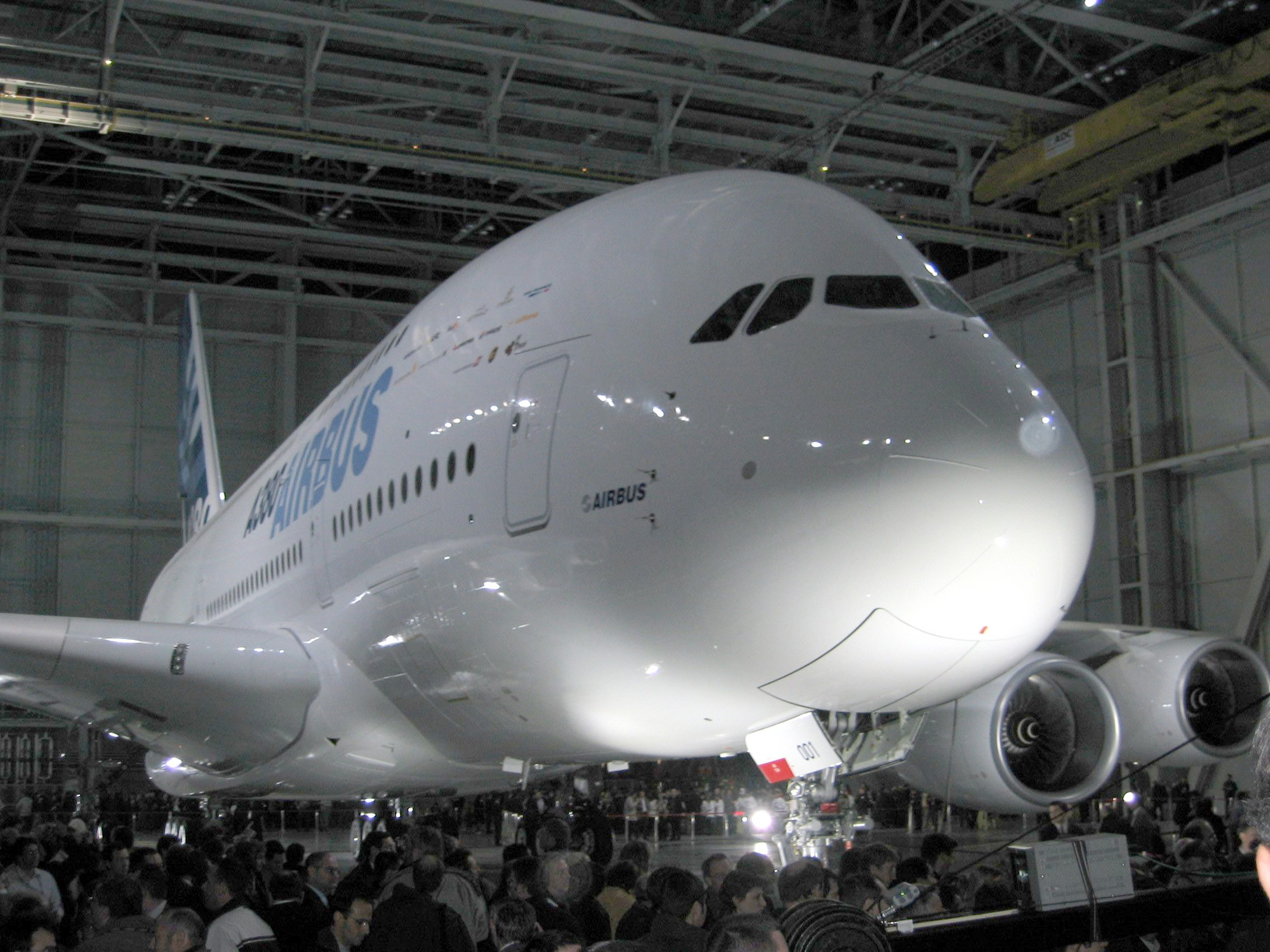
Première présentation de l'A380 en janvier 2005.

La présentation officielle de l'A380 a lieu le 18 janvier 2005. La cérémonie présente le nouvel appareil ainsi que les nouvelles couleurs de la gamme Airbus, qui ne reprennent plus les couleurs arc-en-ciel caractéristiques depuis le lancement du premier A310 mais ont dorénavant pour dominante le bleu. Le nom du constructeur est peint en bleu clair et en gras sur les côtés de la carlingue et le nom de l'appareil est également peint en bleu foncé. Toute la dérive ainsi qu'une partie de l'arrière du fuselage sont bleues et contiennent des motifs de formes arrondies, en dégradé de bleu, représentant des sphères.

### Premiers essais au sol et premier vol
Le premier vol de l'A380 a lieu le 27 avril 2005 à 10 h 29 sur l'aéroport de Toulouse-Blagnac, piloté par Jacques Rosay,. L'appareil MSN001 emporte un équipage composé de six personnes (deux pilotes, un mécanicien-navigant et trois ingénieurs), est dépourvu de sièges dans la cabine mais est rempli de ballasts d'eau, censés simuler le poids des passagers et vérifier la stabilité de l'appareil et l'efficacité des commandes. Lors de son décollage et bien que n'étant chargé qu'à 75 %, cet appareil a battu, avec une masse de 421 tonnes, le record mondial du plus lourd engin civil à décoller : l'An-124 affiche 405 tonnes au maximum et l'An-225 Mriya, hexaréacteur développé pour le transport de la navette spatiale Bourane, a une charge maximale de 640 tonnes, record mondial toutes catégories.
Pendant les 3 h 51 min du vol, l'équipage peut, à une altitude maximale d'environ 10 000 pieds (3 000 mètres), tester les volets, la vitesse et les commandes de vol, ainsi que l'équilibrage de l'avion.
L'appareil se pose à 14 h 23 après avoir salué les 40 000 spectateurs présents en survolant la piste Concorde à une altitude de 100 mètres.

### Tests et certification
Cinq A380 sont construits pour la phase de test et de présentation. Le vol inaugural du 27 avril 2005 marque le début d'une campagne d'essai d'une durée initialement prévue de 15 mois.
Le 1er décembre 2005, l'A380 atteint la vitesse maximum de Mach 0,96 soit environ 1 175 km/h (comparée à sa vitesse de croisière de Mach 0,85) lors d'un piqué, complétant ainsi le début de l'enveloppe de vol.
Afin de tester l'appareil dans des conditions climatiques extrêmes, l'A380 s'est rendu le 10 janvier 2006 à Medellín et Bogota en Colombie pour tester les performances de l'appareil à haute altitude puis le 6 février 2006 à Iqaluit dans le grand Nord canadien pour des tests par grand froid.
Le 14 février 2006, durant le test de résistance des ailes de l'appareil MSN5000, la rupture s'est produite lorsque la charge a atteint 145 % de la charge maximale, en dessous des 150 % requis pour obtenir la certification. Airbus a annoncé avoir modifié la structure pour atteindre la résistance suffisante.
Le comportement des passagers durant un vol longue durée ainsi qu'en situation d'urgence a été testé et simulé. Le 26 mars 2006, lors d'un exercice d'évacuation d'urgence, 853 passagers et 20 membres d'équipage ont réussi à évacuer l'avion en 78,04 secondes en utilisant 8 sorties de secours sur 16 (la norme autorise un maximum de 90 secondes avec la moitié des sorties de secours). Le seul incident à déplorer étant une jambe cassée. Trois jours plus tard, l'appareil a reçu les certifications de l'AESA et de la FAA. Le confort et l'ergonomie de l'avion ont été testés lors des premiers vols avec passagers. Le 4 septembre 2006, 474 salariés volontaires d'Airbus ont décollé pour le premier d'une série de quatre vols.
Le 25 août 2006, l'A380 MSN009, cinquième et dernier appareil à rejoindre la flotte des avions d'essai, effectue son premier vol équipé des moteurs GP7200 d'Engine Alliance.
La première présentation de l'A380 au grand public s'est déroulée en juin 2005 au Salon du Bourget, qui a attiré 480 000 visiteurs. À la mi-novembre 2005, l'A380 a effectué une tournée de démonstration et de promotion en Asie du Sud-Est et en Australie. L'avion s'est posé sur les aéroports de Singapour, Brisbane, Sydney et Kuala Lumpur en portant successivement les couleurs de Singapore Airlines, Qantas et Malaysia Airlines. Le 19 novembre, l'A380 a également participé au Salon aéronautique de Dubaï où il a porté les couleurs de la compagnie Emirates. Après cette « tournée mondiale », la fin de la phase de test intervient le 30 novembre 2006.
L'AESA et la FAA délivrent les certificats de vols des A380-841 (Trent 970-84 ou 970B-84) et A380-842 (Trent 972-84 ou 972B-84) le 12 décembre 2006. L'A380-861 (GP7270) obtient son certificat le 14 décembre 2007.
En décembre 2007, l'AESA ainsi que la FAA mesurent également le niveau de nuisances sonores au décollage de l'A380 à un niveau de 88 dB.
En février 2017, l'A380 MSN 004 immatriculé F-WWDD est remis au Musée de l'Air et de l'Espace du Bourget, il est suivi en 2019 par le MSN 002 immatriculé F-WXXL au musée Aeroscopia à Toulouse.
L'A380 MSN 009 est revendu en 2010 à Emirates.
Le MSN 001 a été conservé par Airbus afin de tester les moteurs de l'Airbus A350 XWB, et plus tard le moteur « Zero E ».

### Problèmes d'industrialisation et délais de livraison

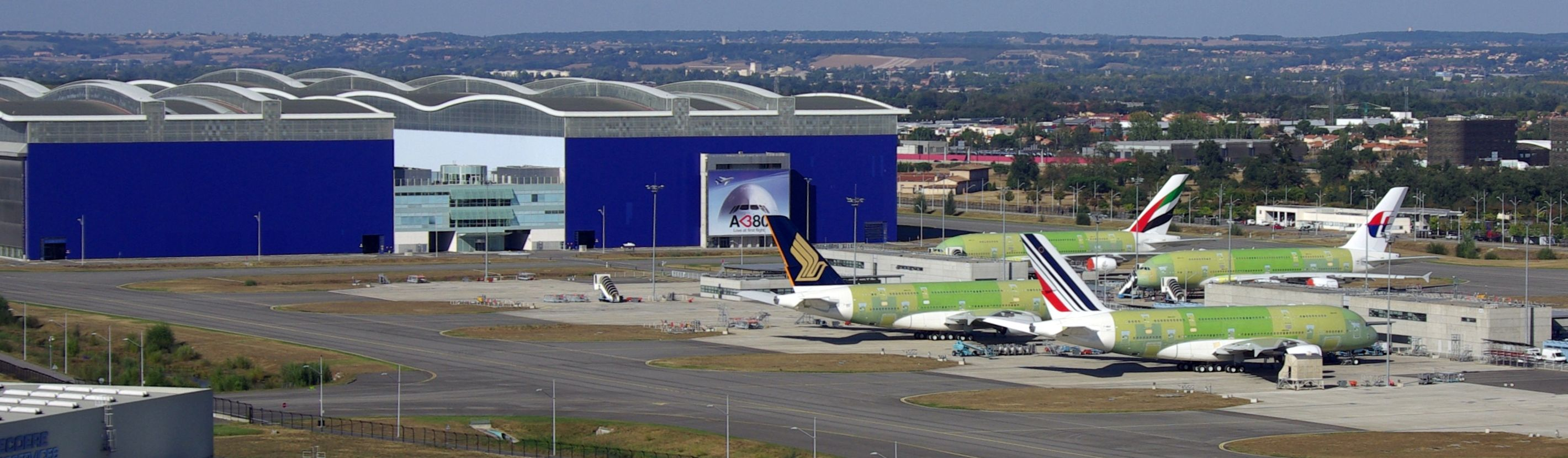
Le site d'assemblage final à Toulouse, l'usine Jean-Luc Lagardère. Au premier plan, quatre avions aux couleurs des compagnies Air France, Singapore Airlines, Malaysia Airlines et Emirates subissent les tests finaux avant leur vol de convoyage vers l'usine de Hambourg où la peinture et l'aménagement commercial seront faits.

Le lancement commercial de l'A380 a été repoussé à trois reprises en raison de problèmes d'industrialisation concernant le câblage de la cabine passagers à double pont, réalisé à Hambourg. Certains câbles se sont avérés trop courts pour être raccordés aux autres parties de l'avion lors de l'assemblage final à Toulouse. Airbus a attribué ces problèmes à la complexité d'un tel système et à des facteurs propres à l'A380, dont la personnalisation de l'aménagement intérieur des avions selon les compagnies, et donc des faisceaux (câblage). Le manque d'intégration d'Airbus a également été mis en cause. Les usines Airbus allemandes et françaises utilisaient des versions différentes du même logiciel CATIA, version 4 pour l'Allemagne et l'Espagne et version 5 pour le Royaume-Uni et la France. De plus, les maquettes numériques 3D censées faciliter l'intégration des harnais électriques n'ont été réalisées que très tardivement dans le programme et les différentes équipes étaient encore en phase d'apprentissage.
Airbus a annoncé les premiers retards en 2005 et prévenu les compagnies clientes qu'ils pourraient atteindre jusqu'à six mois, réduisant ainsi le nombre prévu d'avions livrés fin 2009 de 120 à 90-100. Le 13 juin 2006, un second délai a été annoncé avec un nouveau décalage de 6 à 7 mois dans le calendrier des livraisons. La première livraison était toujours prévue pour fin 2006 mais le nombre d'appareils livrés en 2007 était réduit à 9, et le nombre total d'appareil livré fin 2009 réduit à 70-80. Cette annonce a entrainé une chute de 26 % de l'action EADS et conduit aux départs de ses coprésidents Noël Forgeard et Gustav Humbert. Quatre mois plus tard, le 3 octobre 2006, EADS déclarait que le programme était de nouveau différé d'un an et que le premier exemplaire de série de l'Airbus A380 ne serait livré qu'au mois d'octobre 2007. Les nouvelles prévisions de livraison étaient alors d'un exemplaire en 2007, 13 en 2008, 25 en 2009 et 45 en 2010.

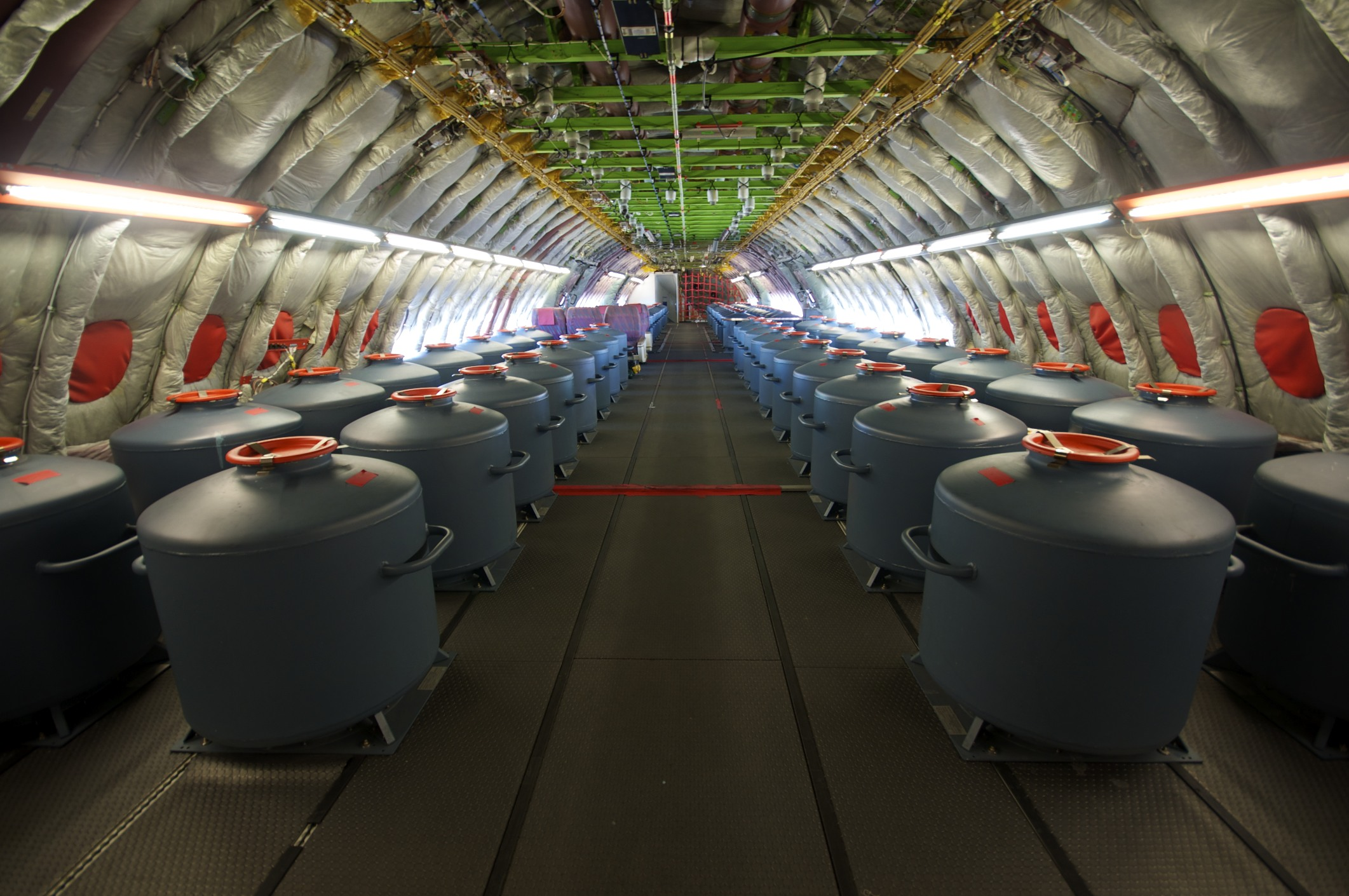
Cabine du pont supérieur du prototype de test MSN4. Les citernes d'eau simulent le poids des passagers et de leurs sièges.

En octobre 2007, le PDG d'Airbus Louis Gallois a déclaré que l'entreprise s'apprêtait à livrer 12 A380 en 2008, 21 en 2009 et finalement 44 par an à partir de 2010.
En raison de difficultés de production et du report des commandes liées à la crise économique mondiale de 2008, Airbus a indiqué début mai 2009 que seuls 14 A380 seraient livrés en 2009, et « plus de 20 » en 2010. Airbus a finalement livré 12 A380 en 2008 et 10 (au lieu de 25) en 2009.
Au début de l'année 2010, Airbus espérait pouvoir livrer 20 appareils pendant l'année mais les incidents survenus sur les réacteurs Rolls Royce de la compagnie Qantas, à la fin du mois de novembre, ont entraîné, sur les deux derniers exemplaires, des modifications qui devaient être initialement livrées au mois de décembre. De ce fait, seuls 18 appareils ont été livrés en 2010. À la suite de ces nouvelles difficultés, l'objectif de dépasser la vingtaine d'A380 livrés en 2011 s'est avéré plus difficile à atteindre que prévu pour Airbus, mais a tout de même été tenu. Pour permettre d'offrir des délais raisonnables aux compagnies clientes, Airbus n'envisageait alors la mise en œuvre des nouvelles versions de l'A380 que lorsque le seuil des 30 appareils livrés par an sera dépassé.
Ces retards de 18 mois sur le programme initial ont eu de nombreuses conséquences, ayant entraîné un surcoût du programme de 4,8 milliards d'euros.
Finalement, Airbus annonce le 14 février 2019 la fin de la production de l'A380 à partir de 2021, après plusieurs années de ventes décevantes.

### Mise en service

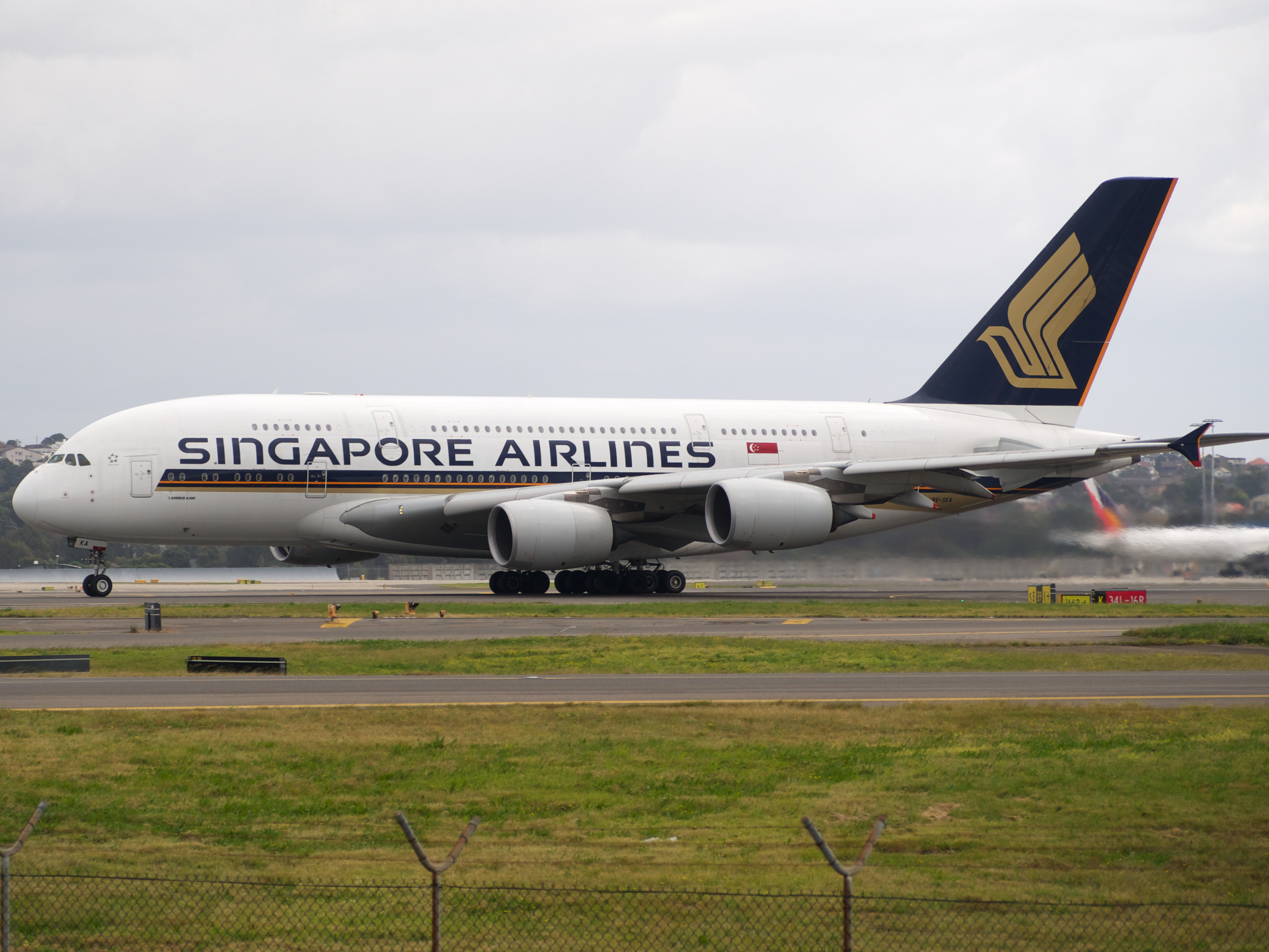
Cet appareil effectua le premier vol commercial, le 25 octobre 2007, entre Singapour et Sydney.

Les A380-841/-842 obtinrent leurs certifications le 12 décembre 2006. Encore fallut-il que les appareils assemblés plus tôt fussent modifiés selon cette certification et la spécification finale. Le premier A380 vendu, MSN003 immatriculé 9V-SKA lors de la vente (réimmatriculé 2-DRPA en 2017), fut livré à Singapore Airlines le 15 octobre 2007 et ensuite effectua son premier vol commercial et particulier le 25 octobre 2007 entre Singapour et Sydney. Deux mois plus tard, le PDG de Singapore Airlines Chew Choong Seng déclara que les performances de l'A380, en consommant 20 % de kérosène de moins que les Boeing 747 de sa flotte, étaient supérieures à ce qu'espéraient la compagnie et Airbus.
Le plus gros client de l'A380, Emirates, reçut son premier appareil équipé de moteurs Engine Alliance le 28 juillet 2008 à la suite de la certification de type obtenue le 14 décembre 2007 et celui-ci effectua le 1er août le premier vol commercial vers les États-Unis. Puis la compagnie reçut son second A380 le 27 octobre 2008.
À la suite des réparations de l'appareil endommagé par l'explosion d'un réacteur du vol 32 de Qantas, des micro-fissures furent découvertes sur les pieds de nervure des voilures. De sorte que l'Agence européenne de la sécurité aérienne dut émettre une consigne de navigabilité obligeant les compagnies à vérifier certains de leurs A380. Plus tard, ces micro-fissures furent observées sur tous les A380 et forcèrent Airbus à modifier sa chaîne d'assemblage des A380 à Toulouse, causant des délais de livraison supplémentaires.
En octobre 2012, Bob Lange, directeur mercatique de l'A380, précisa toutefois que le taux de fiabilité pour l'ensemble de la flotte A380 en service a été supérieur à 98 %, les neuf premiers mois en 2012. De plus, concernant les 25 derniers appareils mis en ligne, ce taux a augmenté à plus de 99 %, pendant les trois derniers mois, à savoir de juillet à septembre 2012.

## Carrière commerciale

### Estimations de marché
À la fin des années 1980, le constructeur prévoyait 2 046 exemplaires durant 20 ans. En faveur de son projet A.., Airbus réunit confidentiellement les PDG de 13 clients potentiels en juin 1996 : Delta Airlines, Northwest Airlines, United Airlines, Air France, British Airways, KLM Royal Dutch Airlines, Lufthansa, All Nippon Airways, Cathay Pacific Airways, Japan Airlines, Japan Air System, Singapore Airlines ainsi que Qantas. À la suite de sa plus importante étude de marché, Airbus estima, en 2007, que la demande sur les appareils de plus de 400 places pourrait atteindre 1 300 appareils dans les 20 prochaines années. Toutefois, en octobre 2012, après cinq ans de vols commerciaux, Airbus ne comptait plus qu'entre 650 et 700 appareils sur le long terme.

### Seuil de rentabilité
Il était estimé à 250 appareils au lancement du programme, à 270 en 2001, à 300 en mars 2006 puis à 420 appareils en octobre 2006. Le manque à gagner sur la période 2006-2010 est estimé à 6,3 milliards d'euros. De nombreuses compagnies, lésées par les retards, ont exigé des compensations financières. Emirates a reçu 110 millions de dollars d’indemnités.
En repoussant tous les projets d'amélioration hormis ceux qui concernent l'A380-800 classique, le PDG Fabrice Brégier annonça le 12 avril 2015 l'équilibre du programme dans cette année. En 2015, selon un consultant, un A380 peut être vendu au prix de 250 millions de dollars au minimum pour cette optique, alors qu'Airbus dut baisser ses prix jusqu'à 100 millions de dollars au début du programme. D'où, concernant les clients, l'acquisition de l'A380 devint plus difficile qu'auparavant.

### Commandes et livraisons

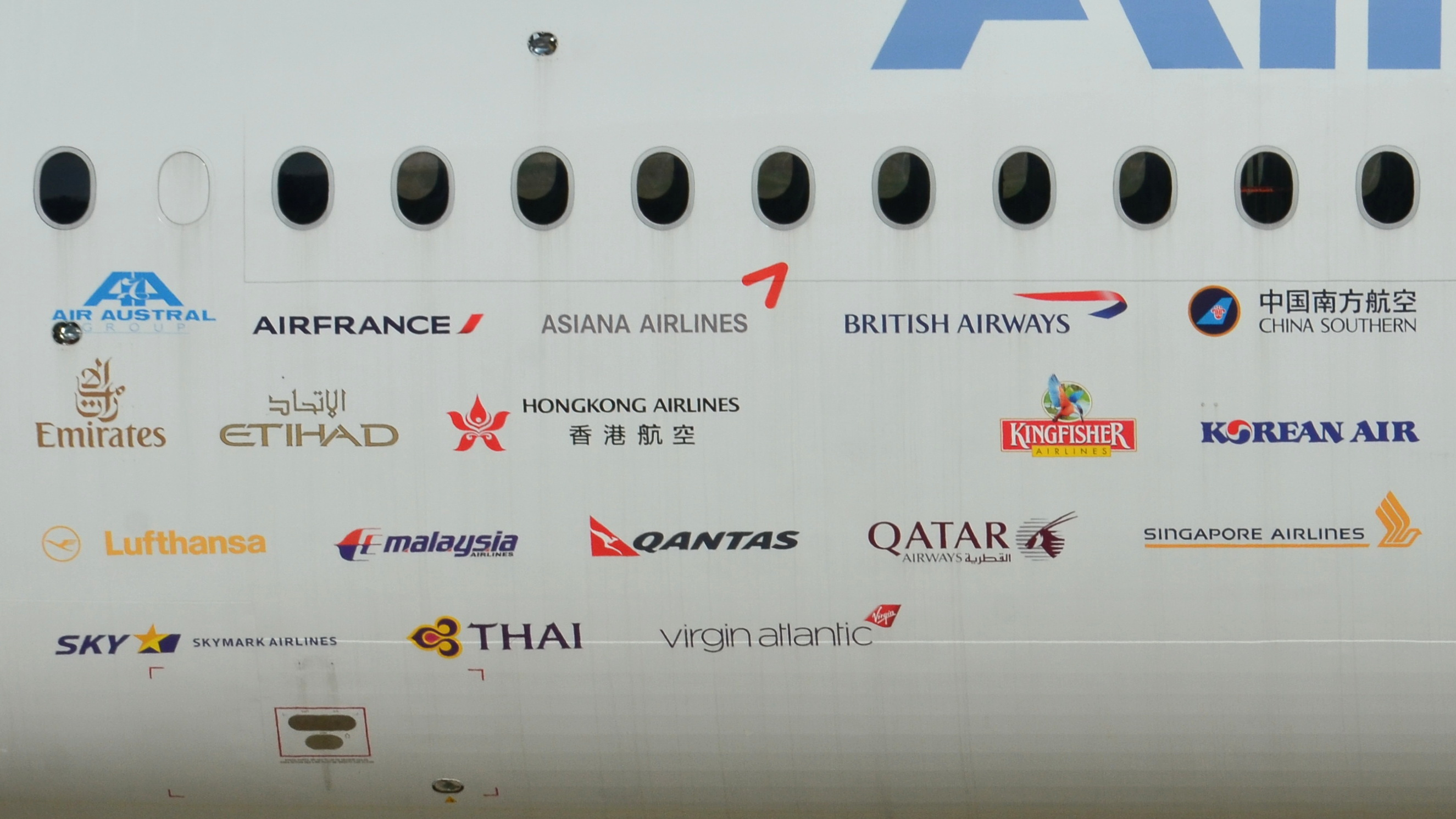
On peut observer les noms de clients, peints sur le fuselage de ce prototype.

En raison des délais de production puis de la suspension du programme fret, les 27 commandes de l'A380F ont soit été annulées soit converties en version passager. Vingt clients ont commandé des A380 dont un utilisateur privé (la compagnie de location ILFC a annulé ses 10 exemplaires, le 8 mars 2011).
Les retards importants concernant son industrialisation, le mécontentement des clients envers les premiers exemplaires livrés et la crise économique, ont profondément affecté le nombre de commandes des A380 en 2008 et 2009. En 2010, le retour de la confiance des compagnies aériennes et une brève amélioration du contexte économique ont permis à Airbus de retrouver un nombre de commandes de nouveau satisfaisant.
L'incident de la compagnie Qantas avec les moteurs Rolls-Royce en novembre 2010, qui conduit à la découverte de problèmes de microfissures sur les ailes, conjugué à la fragilité conjoncturelle de l'économie mondiale, entraînent de nouvelles difficultés pour Airbus. En 2011 et en 2012, le constructeur aéronautique européen reste en deçà de son objectif de commandes et de livraisons supérieures à 30 exemplaires par an.
Pour le programme de l'A380, la situation financière faible de certains clients était problématique. Après l'échec du versement de Skymark Airlines en 2014, la livraison destinée à Transaero Airlines devint impossible, après que cette dernière eut perdu son certificat opérationnel le 26 octobre 2015, en cumulant quatre milliards de dollars environ de dettes.
À la suite de la levée des sanctions internationales contre l'Iran, la compagnie nationale annonce la commande le 28 janvier 2016, de 12 appareils livrables à partir de 2019. Mais en décembre 2016, Iran Air renonce.
En 2018, faute de commandes suffisantes, Airbus envisage l'arrêt du programme si les commandes espérées en Chine et à Dubaï ne se concrétisaient pas. Toutefois, le 18 janvier 2018, Emirates annonce la commande de 36 appareils pour 16 milliards de dollars, 20 commandes fermes et 16 commandes en option, pour une livraison à partir de 2020. Ce sera la dernière commande enregistrée.
Cumul des commandes et livraisons,
| Couleur | Commandes | Livraisons |

|                  | Type      | 2001 | 2002 | 2003 | 2004 | 2005 | 2006 | 2007 | 2008 | 2009 | 2010 | 2011 | 2012 | 2013 | 2014 | 2015 | 2016 | 2017 | 2018 | 2019 | 2020 | 2021 | Total |
| ---------------- | --------- | ---- | ---- | ---- | ---- | ---- | ---- | ---- | ---- | ---- | ---- | ---- | ---- | ---- | ---- | ---- | ---- | ---- | ---- | ---- | ---- | ---- | ----- |
| Commandes fermes | A380-800  | 78   |      | 34   | 10   | 10   | 24   | 33   | 9    | 4    | 32   | 19   | 9    | 42   | 13   | 2    |      | -2   | 4    | -70  |      |      | 251   |
| Commandes fermes | A380-800F | 7    | 10   |      |      | 10   | -17  | -10  |      |      |      |      |      |      |      |      |      |      |      |      |      |      | 0     |
| Commandes fermes | ACJ380    |      |      |      |      |      |      | 1    |      |      |      |      |      |      | -1   |      |      |      |      |      |      |      | 0     |
| Livraisons       | A380-800  |      |      |      |      |      |      | 1    | 12   | 10   | 18   | 26   | 30   | 25   | 30   | 27   | 28   | 15   | 12   | 8    | 4    | 5    | 251   |

### Annulations, reports, remplacements
L'A380 a été mis en service en 2007. Quatre ans plus tard ont commencé des annulations, généralement remplacées par des commandes de bimoteurs :
- mars 2011, annulation de la commande d'ILFC (leasing) de dix A380, remplacés par 100 A320 neo ;
- août 2012 (AOF), Hong Kong Airlines a déclaré réfléchir à sa commande de dix A380 en raison d'une demande insuffisante, notamment sur les vols « Classe Affaires ». EADS qui aurait du livrer le premier appareil en 2013, devra à présent convaincre Hong Kong Airlines de convertir cette commande en appareils plus petits et trouver un nouvel acheteur pour ces dix A380 ;
- octobre 2013, annulation de la commande de trois A380 par Lufthansa. Information à rapprocher de l'importante commande de bimoteurs, voir plus bas ;
- août 2015, Vietnam Airlines a définitivement renoncé à intégrer quatre A380 au sein de sa flotte. Selon Báo Đầu TU, l’achat d’A380 représenterait une charge financière trop importante. Entre 2015 et 2019, Vietnam Airlines prendra livraison de huit Boeing 787-9 Dreamliner et dix Airbus A350XWB ;
- janvier 2016, International Consolidated Airlines Group (IAG), la maison-mère de British Airways, Iberia, Vueling et Aer Lingus, n'exercera pas ses options pour l'achat d'A380 en raison du prix trop élevé, a déclaré son directeur général Willie Walsh. Il a ajouté qu'IAG était intéressé par l'achat ou la location-vente de Boeing B-777-300ER[77] ;
- mars 2016, Fabrice Brégier (Airbus) a confirmé la décision d’Air France de convertir ses deux dernières commandes d’A380 en une commande de trois A350-900, d’une capacité de 300 à 400 sièges[78] ;
- mai 2016, Air Austral (vols entre Paris et La Réunion) annule définitivement sa commande d'Airbus A380. À la place, elle va recevoir deux Boeing Dreamliner 787[79] ;
- septembre 2016, Singapore Airlines ne prolongera pas la location de son premier Airbus A380 lorsqu'elle arrivera à terme l'an prochain. Singapore Airlines fut la première compagnie aérienne à utiliser l'A380 en 2007. Elle en a 19 dans sa flotte[80] ;
- décembre 2016, Iran Air a conclu une commande ferme de 100 appareils Airbus pour un montant d'environ 20 milliards de dollars. La commande couvre 46 moyen-courriers A320, 38 long-courriers A330 et 16 A350. L'accord de janvier comportait 12 A380, qui n'ont pas été retenus[81] ;
- en 2018, quatre compagnies aériennes annoncent l'annulation de leurs commandes. Le 7 mars 2018, Virgin Atlantic annule son achat de six appareils. Le 28 décembre 2018, la compagnie chinoise Hong Kong Airlines annule dix appareils. Qantas renonce à son achat de huit appareils.

Reports de livraison ou mise en vente :
- mai 2012, la compagnie australienne Qantas a annoncé qu'elle reportait à 2016/2017 la réception de deux A380 d'Airbus livrables en 2013, dans le cadre de son programme d'économies destiné à enrayer le déclin de ses performances opérationnelles ;
- octobre 2013, Air France a trois A380 en commande mais elle paraît peu pressée de les réceptionner : elle a obtenu que la livraison du numéro 10 soit repoussée d'un an, au printemps 2014. Et la compagnie s'est entendue avec Airbus pour repousser de quatre ans la livraison des deux derniers avions[82][réf. incomplète]. Air France ne prend pas ses derniers exemplaires ; Singapore Airlines ne conservera pas son premier A380 arrivant en fin de leasing; Malaysia cherche à vendre la totalité de sa flotte A380[83][réf. incomplète].

Remplacements
De nombreuses compagnies ne remplacent pas leurs anciens Boeing 747 par des A380 (ou par des Boeing 747-8), mais par des gros bimoteurs (A330, A350, B777, B787) :
- décembre 2009, commande par United Airlines de 25 A350 et 25 B787 pour remplacer 25 B747 qui ont vingt ans ;
- juillet 2011, commande du groupe Air France-KLM de 50 long-courriers bimoteurs. Pierre-Henri Gourgeon a indiqué vouloir renouveler « 70 à 80 appareils parmi les plus anciens par de nouveaux avions ». Il s'agit de remplacer des MD 11 et des B-747 de KLM ainsi que des A340, A330-200 et 777-200 d'Air France par des A350 et des B787 ;
- aout 2011, commande de Cathay Pacific de 20 B777. Ils remplaceront les 21 B747-400 et les 13 A340-300 de la compagnie d'ici la fin de la décennie. Cathay a également commandé dix Airbus A330 et 32 Airbus A350-900[84] ;
- octobre 2011, commande par Air Pacific de trois A330-200 pour remplacer deux Boeing B747-400 et un B767-300ER ;
- juin 2012, British Airways commande des 777-300 ER en attendant l'A380. « Nous menons un vaste programme d’acquisitions d’appareils avec Iberia. Quand le programme jumelé sera mis en œuvre, nos propres 747 vont commencer à dater et il nous faut une capacité de flexibilité suffisante avec d’autres appareils », a confié au magazine Flightglobal Airline Business Keith Williams, le directeur général de British Airways ;
- mi-septembre 2013, Lufthansa devrait approuver une commande de 50 avions gros porteurs pour remplacer 22 B747-400 et plus de 20 A340. La compagnie devrait choisir entre le B787 et l’A350[85]. La compagnie allemande a finalement commandé 34 B777-9X (au lieu des B787) et 25 A350-900 pour remplacer ses quadrimoteurs (septembre 2013) ;
- octobre 2013, Japan Air Lines, qui avait mis en service plus de cent B747 depuis 1970, a retiré ses derniers 747 en 2011 et les a remplacé par des B777 et des B787. La compagnie vient de commander 31 A350 plus 25 autres en option. Elle n'exploite plus aucun quadrimoteur ;
- août 2016, La compagnie Malaysian Airlines souhaite se séparer de ses A380 alors qu'elle doit recevoir six A350. Peter Bellew, directeur général de la compagnie d'État malaisienne, a indiqué qu'il comptait ajouter trois à quatre A330 à sa flotte l'an prochain et confirmer une option sur 25 appareils 737 MAX prise cet été auprès de Boeing. S'il ne trouve pas d'acquéreurs, le groupe pourrait se résoudre à les louer. Peter Bellew compte en tous cas retirer les super jumbo de la flotte d'ici fin 2018[86] ;
- février 2019. La compagnie Emirates a décidé d'annuler la livraison de ses 39 derniers A380 en commande au profit de 70 nouveaux biréacteurs gros-porteurs produits par Airbus, à savoir 40 A330neo (A330-900) et 30 A350 XWB (A350-900). Le 272e et dernier A380 est livré à Emirates le 16 décembre 2021[87].

### Fin du programme
À la suite de ces annulations, et même en ralentissant la cadence de production, le carnet de commande est vide après 2021. La fin du programme A380 est annoncée par Tom Enders le 14 février 2019 : « Si vous avez un produit que plus personne ne veut ou que vous pouvez vendre seulement à perte, vous devez arrêter de le produire » :
- Lufthansa modernise sa flotte et revend six A380. Le groupe allemand s'offre 20 Boeing 787-9 et 20 A350 supplémentaires, pour 12 milliards de dollars, mais revend six de ses 14 A380 à Airbus[89] ;
- Air France-KLM a annoncé la commande de dix A350-900 supplémentaires pour remplacer ses dix A380 d'ici à fin 2022[90].

En juin 2024, le nouveau directeur général d'Airbus, Christian Scherer, précise la situation du programme A380, dans le journal Hamburger Abendblatt. Selon lui, « La porte [de la production de l'A380] est fermée, mais n'est pas verrouillée. Dans notre industrie, rien n'est jeté. » Cependant, il souligne qu'une chance de retour en production reste très peu probable, faute de demandes pour un appareil de cette taille.

### Échec commercial
De nombreuses raisons expliquent l'échec commercial de l'A380, dont notamment le choix du très gros porteur quadrimoteur :
- La folie des grandeurs ? Selon un ancien dirigeant d'Airbus (qui n'est pas nommé) « la cause racine de cette folie des grandeurs vient du fait qu'ils ont pris le problème à l'envers ; ils ont voulu absolument dézinguer le 747… plutôt que de partir du besoin des compagnies aériennes pour ensuite définir un avion. Ils ont donc misé sur le quadrimoteur très longue distance (15 000 km) » ;
- il aurait été lancé trop tard. « Le temps qu'on développe tout ça, on arrive à 2007, le monde a changé »[93]. En 2007, cela fait alors déjà sept ans que Boeing a lancé son Boeing 777 long-courrier (777-300 ER) à la demande d'Air France. Pour Gérard Feldzer, l'A380 est arrivé dix ans trop tard[94]. En annonçant la fin de la production de l'avion, Tom Enders a déclaré : « Nous sommes arrivés dix ans trop tard, voire plus »[95] ;
- il aurait été lancé trop tôt. Sans remettre en cause la pertinence de l'avion sur le fond, le PDG d'Airbus Fabrice Brégier estime en mars 2016 que « l'A380 a été lancé trop tôt »[96]. L'une des raisons d'être de l'A380 est en effet la prévision selon laquelle la saturation des grands aéroports internationaux obligerait les compagnies à utiliser des appareils plus gros, faute de créneaux horaires disponibles. Cette prédiction ne s'est partiellement réalisée que sur quelques aéroports[97].

- Trop gros pour être polyvalent. L'A380 a été conçu pour s'adapter au système Hub and spoke[98] alors que les compagnies aériennes préfèrent actuellement les vols Point-to-Point (en) en utilisant des appareils de taille plus modeste[99]. En fait il semble que ce choix à faire entre deux types d'avions adaptés à deux modes de transports différents soit un faux débat : des avions comme le B777-300 ER ou l'A350, et depuis 2019 les A321 LR et XLR, bien que de capacités plus faibles que l'A380, sont capables de satisfaire ces deux modes de transport, ce que l'A380 ne peut pas faire partout (car il nécessite des aménagements d'aéroport spéciaux)[100] ;
- surestimation du marché du très gros porteur, estimé par Airbus jusqu'à 1 300 avions sur 20 ans ;
- l'avion est très grand et très lourd[101], car il a été dimensionné pour recevoir jusqu'à 850 passagers. Comme il ne transporte en général que entre 470 et 550 passagers, très en dessous de sa capacité maximale, il n'est rentable que s'il est rempli. Il nécessite une grande longueur de piste, des taxiways élargis, des installations d'embarquement/débarquement spécifiques (double passerelle, salles d'embarquement adaptées) qui ne sont présentes que dans les plus grands aéroports[102] ;
- l'avion coûte cher à fabriquer ; les pièces de grandes dimensions (fuselage, ailes) viennent de loin, leur transport a nécessité des infrastructures et des procédures exceptionnelles. Le train d'atterrissage comporte cinq trains (un avant et quatre principaux), pour un total de 22 roues ;
- l'avion coûte cher en exploitation ; contraint dès le départ à ne pas dépasser 80 mètres d'envergure, l'allongement de l'aile est inférieur à celui des avions plus petits (7,8 au lieu de 9 à 9,5), ce qui augmente sa traînée induite et sa consommation[103]. Il a quatre moteurs, ce qui augmente les coûts de carburant, les coûts de maintenance et les durées d'immobilisation au sol pour entretien ou en cas de panne[104]. L'entretien de quatre moteurs l'immobilise quinze jours ouvrables par semestre au lieu de huit pour un bimoteur comme l'A330[105] ;
- sa capacité de fret est insuffisante, alors que le fret est un facteur clé dans l'économie des lignes aériennes. Le B777 avec 14 à 23 t et l'A330-300 avec 17 t ont une capacité de fret très supérieure à celle de l'A380 (10 à 12 t)[106] ;
- l'extension progressive des normes ETOPS, autorisant les bimoteurs à voler de plus en plus loin, a mis fin au monopole du quadrimoteur sur les vols long-courrier ;
- c'est en fait le bimoteur, petit ou gros, qui répondait et qui répond aux besoins des compagnies. Selon Didier Evrard, directeur du programme A350 : « c'est un succès commercial sans précédent… nous n'avons donc aucun doute sur le fait que cette famille d'appareils est la bonne réponse aux besoins des compagnies »[107]. Avec une configuration de base de 365 sièges, le B777-300 ER a privé l'A380 de la quasi-totalité du marché du renouvellement du B747 que convoitait Airbus. Les compagnies ont en effet préféré sacrifier un peu de capacité pour une meilleure performance économique en termes de coût au siège et de coût à l'étape[106]. Décision emblématique, à partir de 2023, des A321neo sont construits dans l’usine Jean-Luc Lagardère où l’A380 était fabriqué.

Ironie de l'histoire, c'est le choix du gros bimoteur (l'Airbus A300 en 1967) qui est à la racine du succès d'Airbus ; c'est ce fil directeur qui a été repris avec succès par Boeing avec le Boeing 777 et le Boeing 787.

## Versions

### Production

#### A380-800
Le A380-800 est la version de base de l'A380, baptisée à l'origine A3..-100. C'est cette version qui est entrée en service en 2007 et est la seule livrée. Il en existe plusieurs sous-versions, dont l'A380-841 et l'A380-842, motorisées par des moteurs Rolls-Royce Trent 900, et l'A380-861, motorisée par des moteurs GE-PW GP-7200.
Long de 73 m pour une envergure de 79,8 m, l'A380-800 peut emporter 525 ou 555 passagers selon la configuration standard (trois classes) choisie, sur une distance maximale de 14 800 km. L'objectif est de permettre aux compagnies aériennes d'assurer, sur certaines lignes, une seule rotation au lieu de deux, avec notamment des Boeing 777. La plupart des compagnies clientes ont toutefois préféré diminuer le nombre de passagers au profit du confort.
En version charter, l'appareil est autorisé à transporter jusqu'à 853 passagers et 20 membres d'équipage, à la suite du test d'évacuation, effectué en Allemagne avant la certification[réf. nécessaire].

#### ACJ380

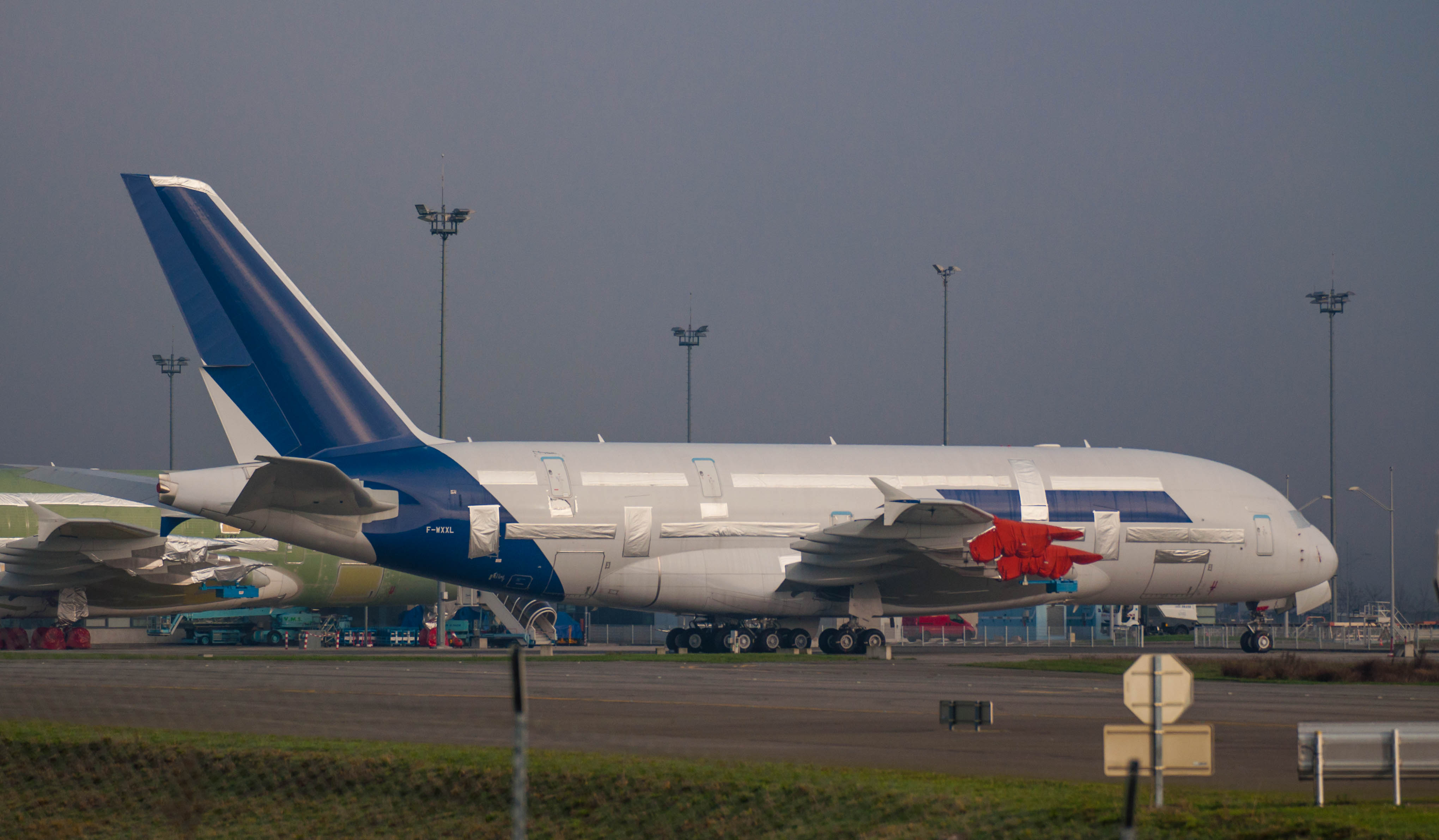
Le prototype no 2 sans réacteurs, à Toulouse en décembre 2014. L'appareil aurait dû être livré en tant qu'A380-842, plus performant.

Adapté de l'A380-800, l'ACJ380 (Airbus Corporate Jet) était une version destinée à l'aviation d'affaire. Il visait un minimum de vingt clients haut de gamme, dont la plupart des propriétaires possédaient des Boeing 747-400. Le premier et seul exemplaire fut vendu par Airbus, le 12 novembre 2007, au prince Al-Walid ben Talal ben Abdelaziz Al Saoud et devait être livré courant 2013. À la suite de l'annulation en décembre 2014, l'appareil est conservé au musée Aéroscopia à Blagnac.

### Projets

#### A380-500
L'hypothèse d'une version courte de l'A380, pouvant emporter environ 480 passagers, fut évoquée à l'origine du projet, sous le code A3..-50R. Après le lancement public de son concurrent direct, le Boeing 747-8, à la fin de l'année 2005, Airbus s'interrogea de nouveau sur le développement éventuel de cette version.

#### A380NEO
Des informations officielles furent données pour la première fois le 19 juillet 2015, dans un entretien avec The Sunday Times : de type NEO, mise en service prévue entre 2020 et 2025, trois milliards de dollars de coût de développement. Le projet fut annulé en faveur de l'A380Plus.

#### A380Plus
Annoncé le 18 juin 2017, l’A380Plus se distingue par des améliorations aérodynamiques, dont les winglets en bout d’aile. Airbus précisa qu’un programme de maintenance optimisé et les améliorations de la cabine présentés en avril devaient permettre in fine une réduction de 13 % du coût par siège afin de résister à la concurrence du Boeing 777-9,.

#### A380-900
Avant la crise économique de 2008, des compagnies, dont Air France, Emirates, Virgin Atlantic, Cathay Pacific et Qantas, se montrèrent intéressées par une nouvelle version de l'A380 de plus grande capacité. Le directeur commercial d'Airbus John Leahy avait confirmé en 2007 les plans pour une version allongée de l'A380-800, baptisée à l'origine A3..-200 et qui devint depuis l'A380-900. Cette version mesurerait 79,40 m de longueur et aurait eu une capacité de 650 passagers en configuration standard et d'environ 900 à 1 000 en classe économique uniquement. L'objectif en était de permettre aux compagnies aériennes de substituer une rotation sur deux assurées actuellement par des Boeing 777-200.
Après l'annonce officielle du report du projet en mai 2010, Emirates confirma son intérêt pour l'A380-900 en octobre 2010, ainsi que pour une version extrême baptisée A380-1000. En novembre 2015, Fabrice Brégier déclara qu'Airbus allongerait l'A380 un jour, mais après le lancement de la version neo.

#### A380-F
L'A380-F devait être la version fret de l'Airbus A380, dans le but de concurrencer les Boeing 747-F et les Antonov-An 124 et 225. À la suite de l'annulation par des clients, en raison de retards de programme, cette version ne fut jamais construite.

## Conception

### Nouveaux matériaux

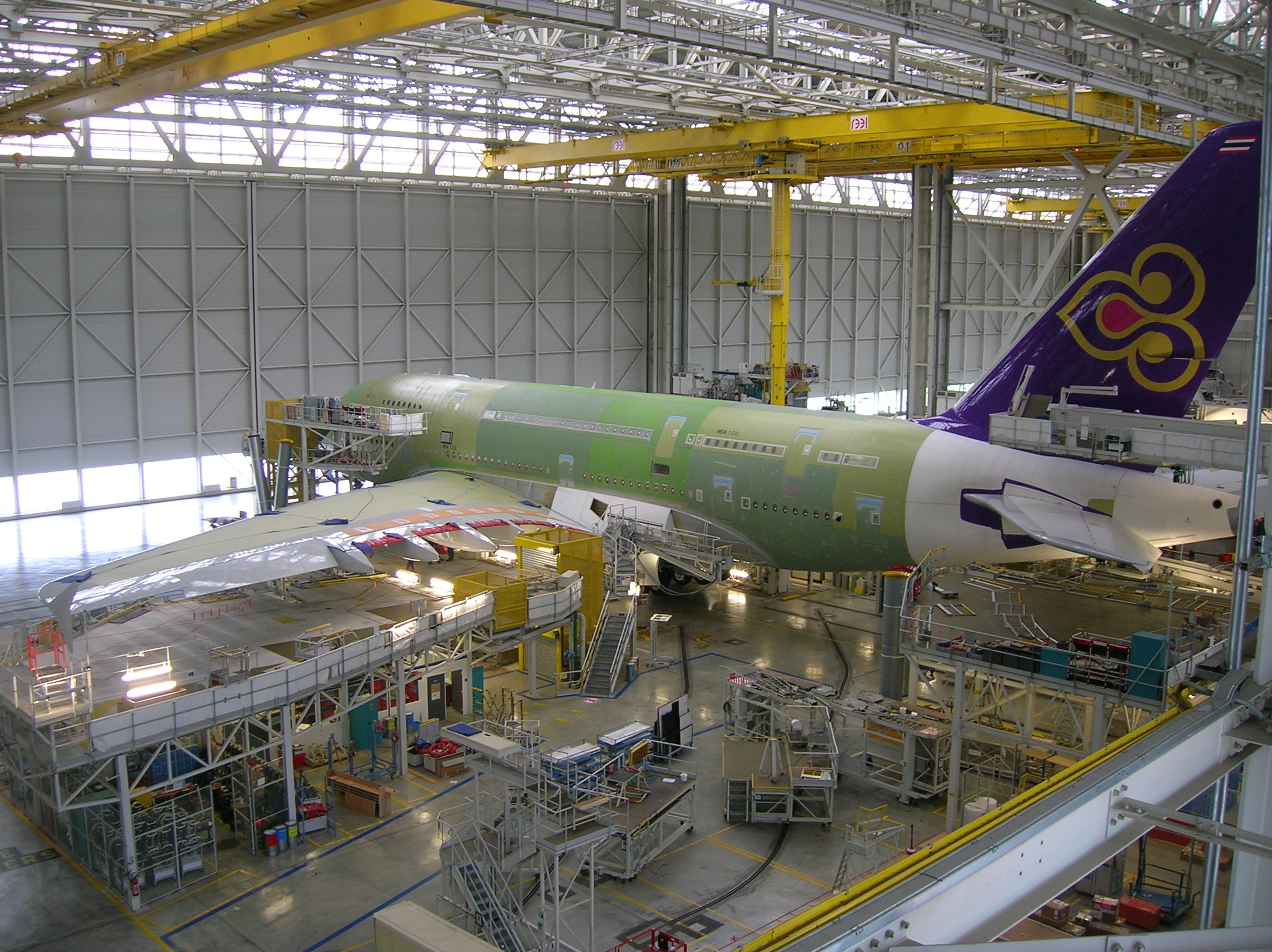
Appareil composé de plusieurs matériaux.

Alors que la majorité du fuselage est en aluminium, près de 25 % de la masse de l'appareil est composée de matériaux composites. Des matrices organiques renforcées de fibres de carbone, de verre et de quartz (en) sont utilisées à grande échelle dans les ailes, des sections du fuselage, la surface des ailes et les portes. L'A380 est le premier avion de ligne avec un caisson central de voilure en fibre de carbone, offrant une résistance à la traction supérieure à celle des fibres standard et permettant de réaliser un gain de poids évalué à deux tonnes. Des thermoplastiques sont utilisés pour les dispositifs hypersustentateurs. Du glare (GLAss-REinforced fibre metal laminate) en fibres de verre et d'aluminium, 10 % moins dense que l'aluminium et plus résistant à la corrosion, est utilisé pour la partie supérieure du fuselage et pour les bords d'attaque de la dérive. Contrairement aux premiers matériaux composites, le glare peut être réparé en utilisant les techniques traditionnelles de réparation de l'aluminium. De nouveaux alliages d'aluminium soudables ont été également employés ce qui a permis d'utiliser des techniques de soudage au laser pour assembler certaines pièces permettant ainsi de remplacer le rivetage traditionnel et de réaliser une économie de poids.

### Avionique

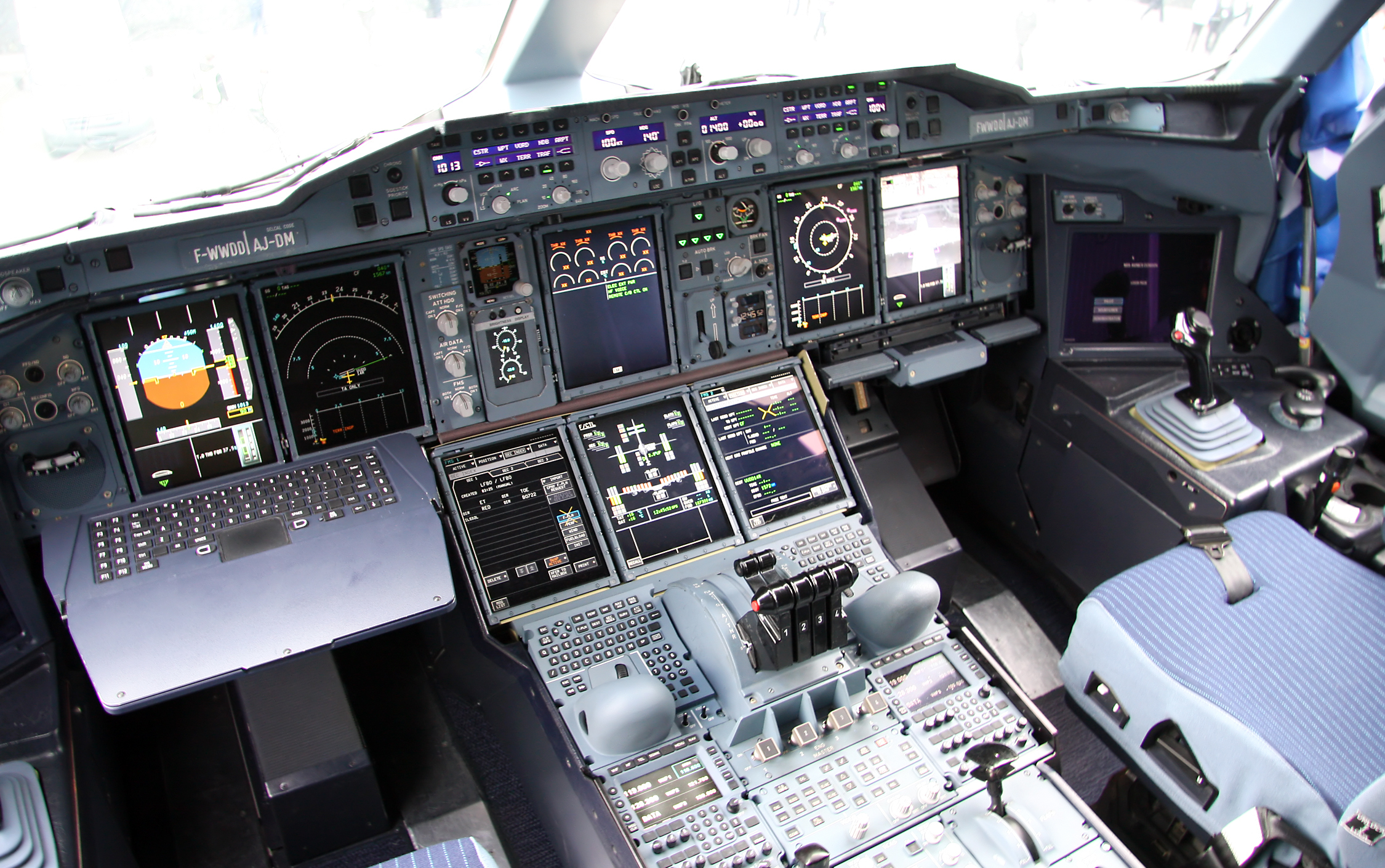
Cockpit d'A380, commandé par un des deux mini-manches (à droite), dispose deux claviers d'ordinateur devant les pilotes (à gauche).

L'A380 utilise une architecture avionique modulaire intégrée, (AMI), utilisée initialement dans des avions de chasse tels que le F-22 Raptor et l'Eurofighter Typhoon. L'AMI regroupe les logiciels applicatifs et permet de partager des ressources de calcul communes.
Le NSS (Network Server System - système de serveurs de réseau), est la « colonne vertébrale » de l'architecture réseau de l'A380. Il s'agit d'un système d'interface sophistiqué. Une partie du NSS est liée au domaine avionique. La seconde partie échange toujours, avec l'équipage et les personnels d'entretien, les informations et les documents relatifs, par exemple, ceux qui concernent les opérations de vol. Celui-ci est connecté au monde extérieur (échange sécurisé de données montantes et descendantes, plans de vols et aéroports, documentation technique numérique, système de divertissement de bord (IFE) et connexions sans fil). Cette partie est basée sur des logiciels COTS (Linux).
De plus, deux nouvelles technologies en option sont proposées aux compagnies aériennes, afin d'améliorer la sécurité. D'une part, il s'agit de l'affichage de pilotage tête haute (HUD, Head up Display), équipement répandu dans les appareils militaires, et notamment efficace lors des phases de décollage et d'atterrissage. Développée par Thales, cette option est déjà mis en service depuis novembre 2009, par Air France. L'équipement est également installé dans les flottes de Korean Air et de China Southern Airlines. D'autre part, ce sont les fonctions qui optimisent automatiquement le contrôle de l'appareil après l'atterrissage, à savoir BTV (Brake to Vacate (en)) ainsi que ROW/ROP (Runway Overrun Warning and Protection). Ces dernières sont conçues pour l'A350 mais peuvent aussi désormais équiper l'A380.

### Commandes de vol
L'A380 reprend le principe des commandes de vol électriques ou fly by wire introduites dans les années 1980 sur l'A320, et du contrôle actif généralisé (CAG) commandé par minimanche latéral mais les commandes mécaniques de secours disparaissent car elles se sont révélées inutiles sur les avions précédents. De plus, l'avion ne dispose plus de trois circuits hydrauliques comme ses prédécesseurs mais de deux seulement, ces derniers fonctionnant à 5 000 psi (350 bars) au lieu de 3 000 psi comme les autres avions de la gamme. La redondance nécessaire est assurée par des circuits électriques alimentant de nouveaux types d'actionneurs à puissance électrique ou EHA (Electro Hydrostatic Actuators) voire mixtes ou EBHA (Electrical Back-up Hydraulic Actuators). Les commandes de vol primaires de profondeur, d'aileron et de direction sont fabriquées en France par Goodrich.
Les calculateurs non critiques deviennent des applications qui se partagent des ressources matérielles génériques. Les différents calculateurs communiquent entre eux via un réseau Ethernet commuté, appelé AFDX. Enfin, avec l'A380, un dispositif de pointage informatique (analogue à la souris) fait son apparition sous forme de trackballs dans les habitacles et permet aux pilotes de construire leur plan de vol en cliquant les balises, et de naviguer directement dans les différents menus.
En tant que nouvelle génération, à partir de l'A380, les appareils d'Airbus s'équipent de huit grands écrans à cristaux liquides de 15 × 20 cm, au lieu de six écrans de 15 × 15 cm pour les A320/A330/A340.

### Aménagement de la cabine

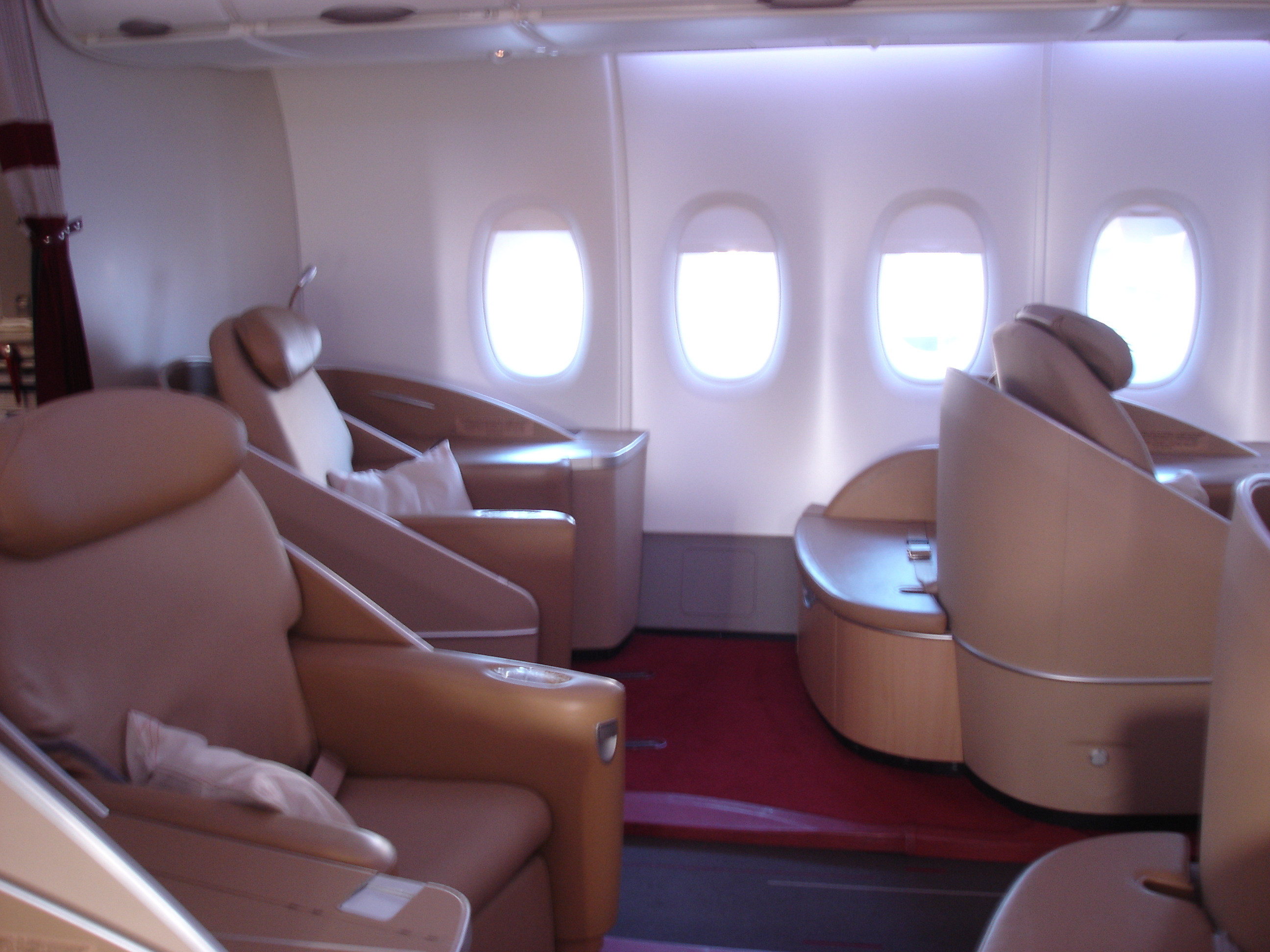
L'ancienne première classe d'Air France à bord d'un A380.

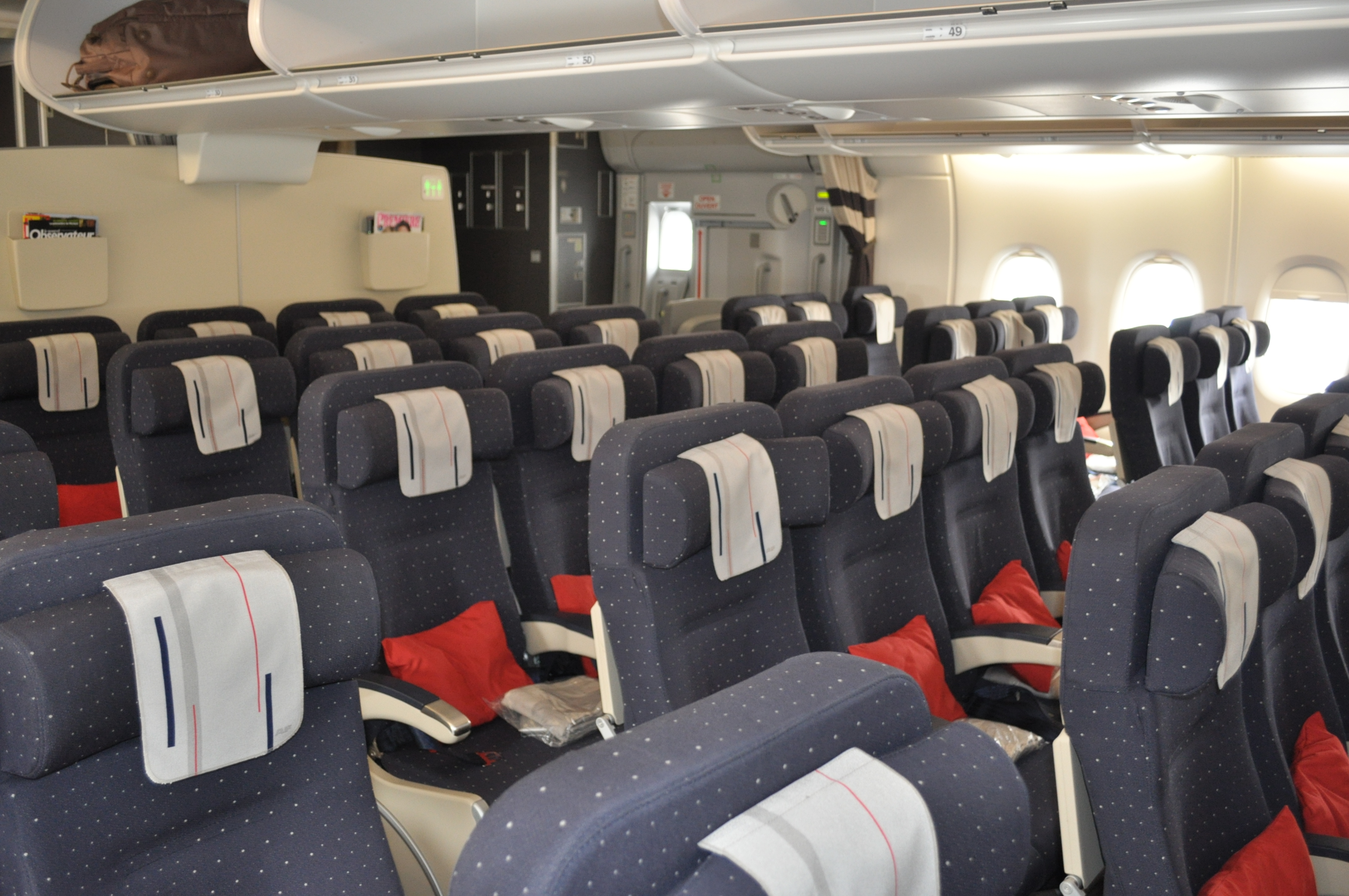
L'ancienne classe économique d'Air France à bord d'un A380.

La cabine de l'A380 est aménagée pour améliorer le confort des voyageurs : le bruit est réduit de 50 % par rapport au Boeing 747-400 et la pression de l'air est équivalente à une altitude de 1 520 m contre 2 440 m pour le 747-400. L'A380 dispose de 50 % de plus de surface et volume aménageable que le 747, ainsi que de plus grands hublots et compartiments bagages. Le nombre de sièges par rangée va de quatre en première classe à 11 en classe économique haute-densité. Alors que les largeurs de sièges en classes économie vont généralement de 41,5 à 52,3 cm, les sièges de l'A380 vont jusqu'à 48 cm de large avec 10 sièges par rangée.
Les deux ponts de l'A380 sont reliés par deux escaliers, un à l'avant et un à l'arrière de la cabine, et sont suffisamment larges pour permettre le passage de deux personnes en même temps. Cette disposition de la cabine permet des dispositions de sièges variées suivant le choix de la compagnie aérienne. L'appareil est certifié pour embarquer jusqu'à 853 passagers en configuration économique (classe économique ou charter). La configuration de base proposée par Airbus offre trois classes avec 525 (dix en première classe et 334 en classe économique sur le pont inférieur). Le pont supérieur accueillera lui 76 passagers en classe affaires et 103 en économique. Les compagnies aériennes ont choisi des configurations allant de 407 passagers (Korean Air) à 652 (Transaero). À partir de MSN58, Singapore Airlines adopte un aménagement de 409 sièges,, équivalent de la capacité du Boeing 747-8, afin d'offrir aux passagers plus de confort, soit 1,3 fois plus d'espace.
L'éclairage de la cabine, du cockpit et du pont cargo utilise des LED et peut être modifié pour créer différentes ambiances ou pour simuler le jour ou la nuit. L'extérieur de l'appareil est éclairé par des lampes à décharge à haute intensité.
Cependant, en comparaison d'autres appareils, la cabine de l'A380 est trop difficile à réaménager pour permettre un intérêt sur le marché de l'occasion.

### Voilure

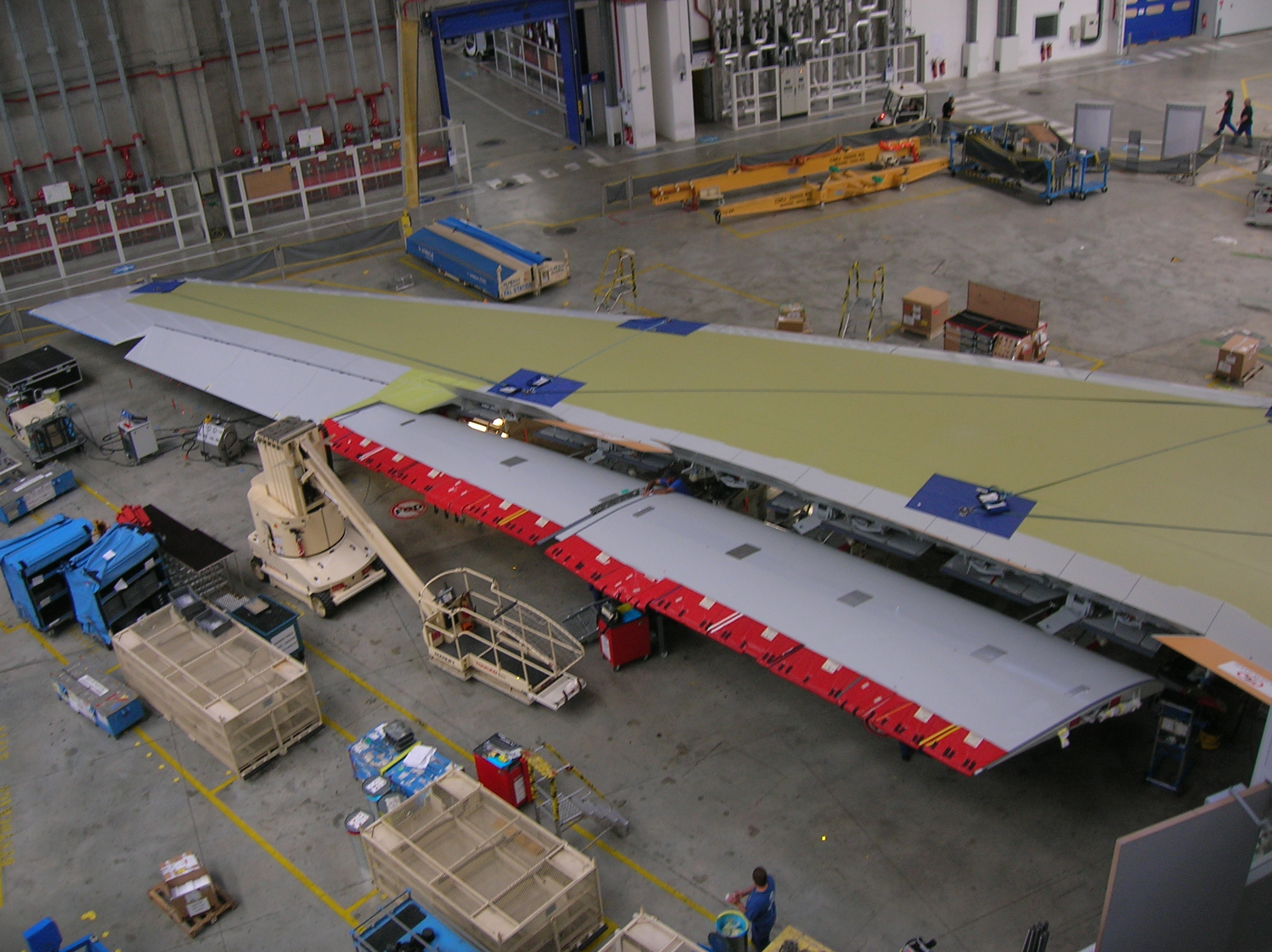
Une voilure d'A380, lors de l'assemblage final à Toulouse.

Les ailes de l'A380, les plus grandes jamais construites pour un avion de ligne commercial, sont longues de 45 m. Au point d'accroche à la carlingue (à l'emplanture), elles mesurent près de 3 m d'épaisseur et 11 m de corde. Le débattement vertical en bout d'aile peut atteindre 6,80 m. Leur conception et fabrication est faite en collaboration avec de nombreux équipementiers. Elles sont intégrées sur le site d'Airbus de Broughton, au Pays de Galles, inauguré en 1993.
L'empennage horizontal et la dérive sont construits par Airbus à Stade (Allemagne). La stabilisation en tangage artificielle (CAG) a permis de reculer le centre de gravité de l'appareil de 6 % de la corde moyenne et de réduire la surface de l'empennage horizontal de 25 % (122 au lieu de 162 m2). Le CFRP (plastique renforcé par des fibres de carbone) est utilisé (entre autres) pour la totalité de l'empennage (plans fixes et gouvernes). L'intégration est faite à Getafe et Puerto Real avec des éléments de Gamesa au Pays basque et à Illescas.

### Train d'atterrissage et pneumatiques

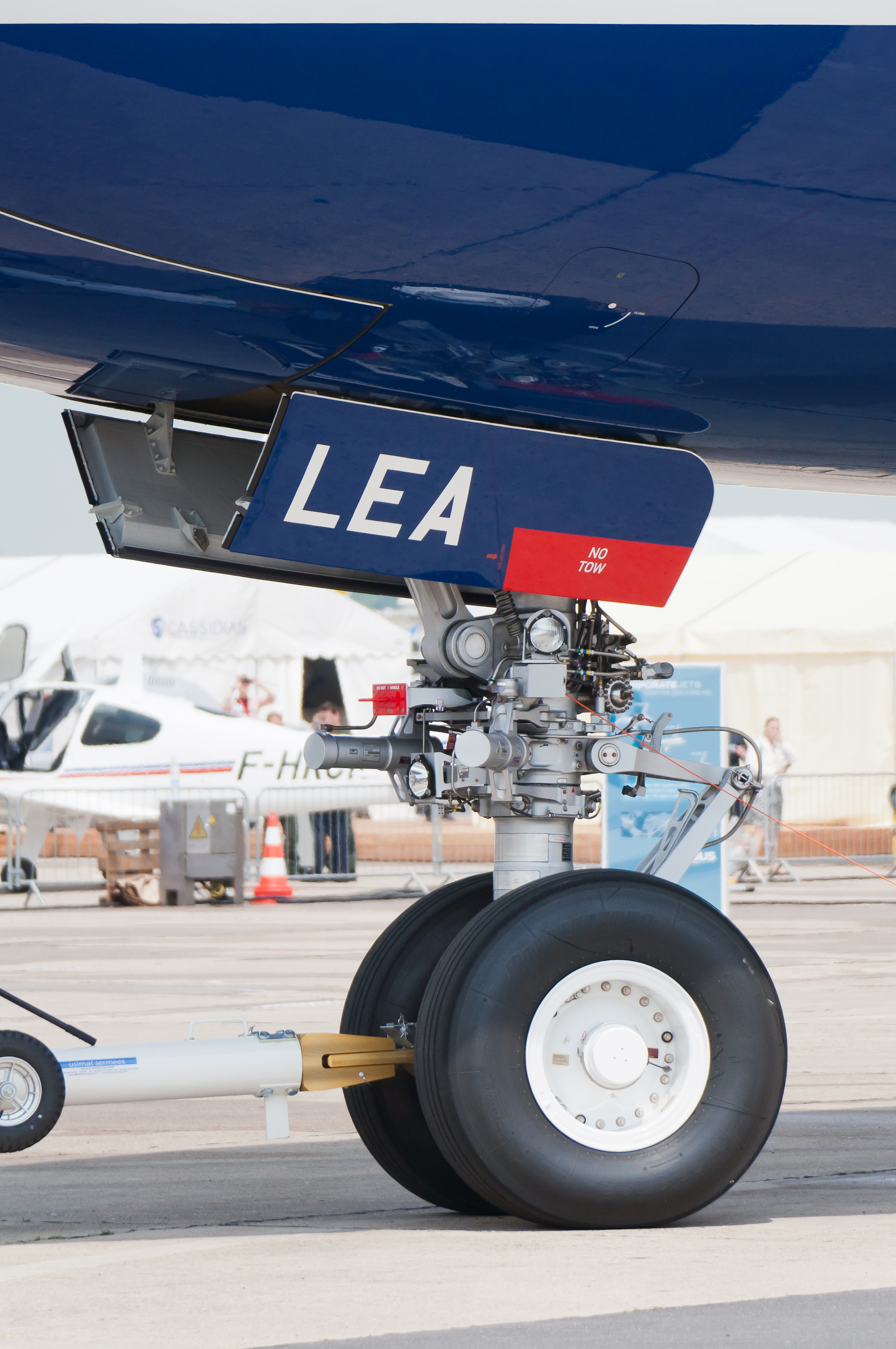
Train avant de l'A380.

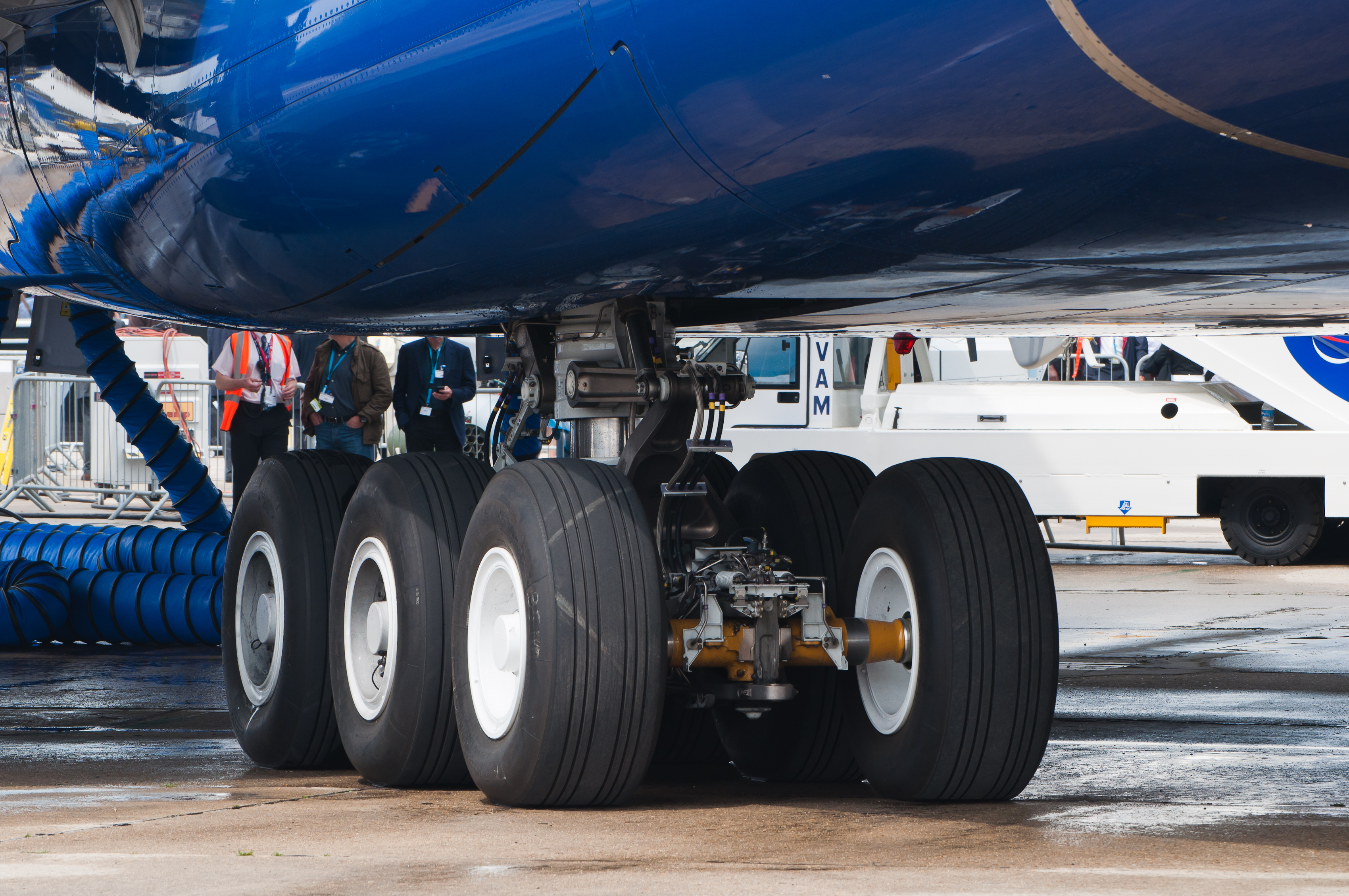
Train d'atterrissage central d'un A380.

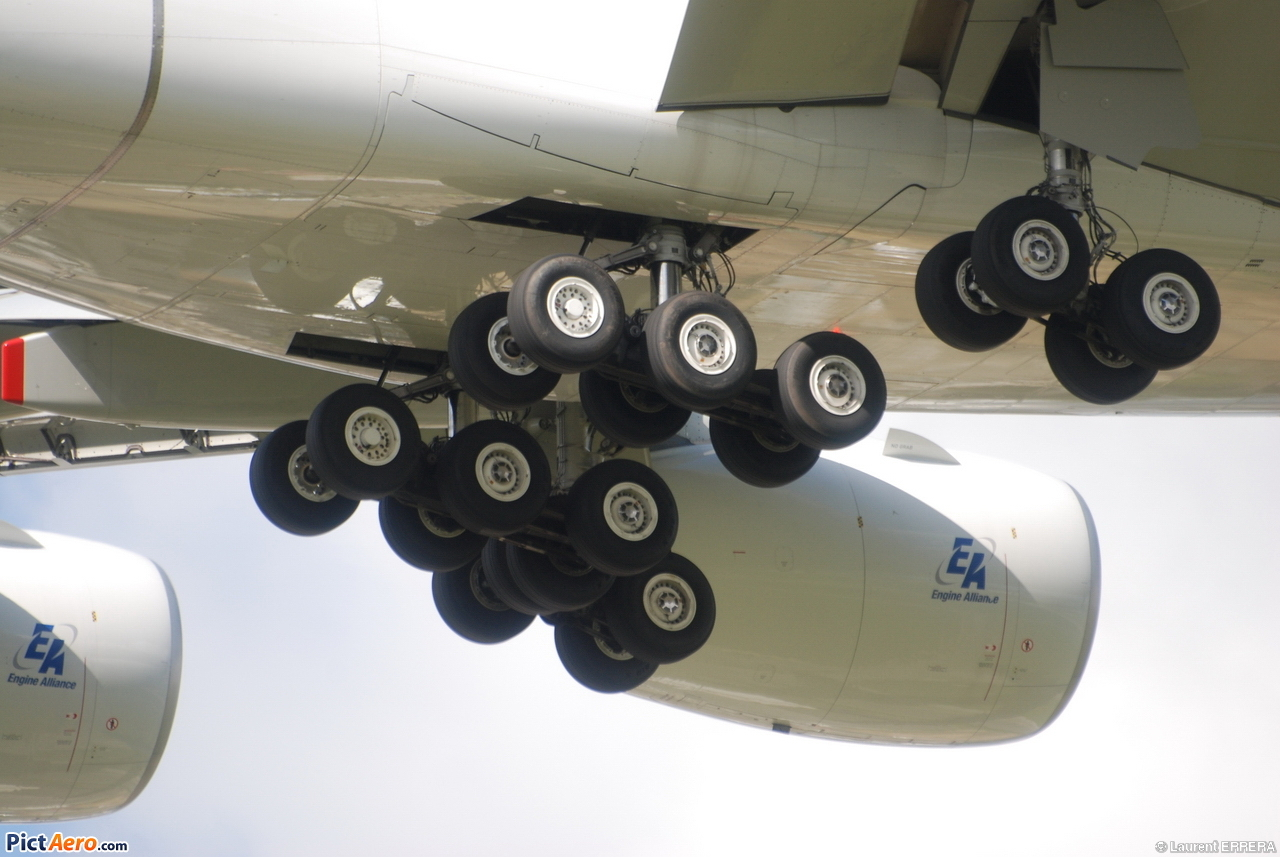
Le train principal de l'A380 dispose de 20 pneumatiques.

Lors de la conception de l'A380, deux principales contraintes ont guidé l'élaboration des trains d'atterrissage. Ceux-ci devaient être les plus légers possible et donc faire appel à de nouveaux alliages. L'A380 devait également pouvoir se poser sur toutes les pistes où se posait le Boeing 747 sans obliger les aéroports à effectuer de gros travaux. Il est donc doté de 22 roues réparties sur cinq trains d'atterrissage, un nombre important qui permet de répartir le poids sur la piste. Bien qu'étant un avion plus lourd que le 747, la charge supportée par chacune des roues de l'A380 est comparable.
Sur les vingt-deux roues, seules seize sont freinées par le système de freinage avec antiblocage de Safran Landing Systems piloté par une avionique Safran Landing Systems, les 2 × 4 roues des trains d'atterrissage des ailes et 2 × 4 roues avant des trains d'atterrissage centraux qui sont composés de 2 × 6 roues. Celle-ci pilote également l'orientation des roues arrière des deux trains centraux qui sont articulées et non-freinées.
Le train principal est réalisé par Goodrich, en alliage de titane pour un tiers, avec des circuits hydrauliques sous une pression de 5 000 psi (3 000 sur les avions actuels) ce qui correspond à 345 bars. L'ensemble a permis d'économiser 1,2 tonne supplémentaire sur le poids total de l'appareil. Le train avant, quant à lui, a été conçu à Vélizy et réalisé à Montréal par le premier fabricant mondial de trains d'atterrissage Safran Landing Systems. Ce nouvel atterrisseur à relevage vers l’avant utilise de nouvelles technologies, mesure 4,80 mètres de haut lorsqu'il est totalement déployé, pèse environ 1,5 tonne (sans les roues) et utilise une pression hydraulique de 350 bars. Un nouveau traitement de surface HVOF (High Velocity Oxygen Fuel) est utilisé en remplacement du chromage. Comportant deux roues, ce train porte le nombre total de roues de l'A380 à 22.
Les pneumatiques sont, selon le choix des clients, fabriqués par Michelin ou Bridgestone. Les pneumatiques du train principal mesurent près de 1,20 m de diamètre chacun. Le pneu Michelin peut notamment supporter une charge de 33 tonnes à la vitesse de 378 km/h. Il a permis une économie de 360 kg sur la masse totale de l'avion.

### Motorisation

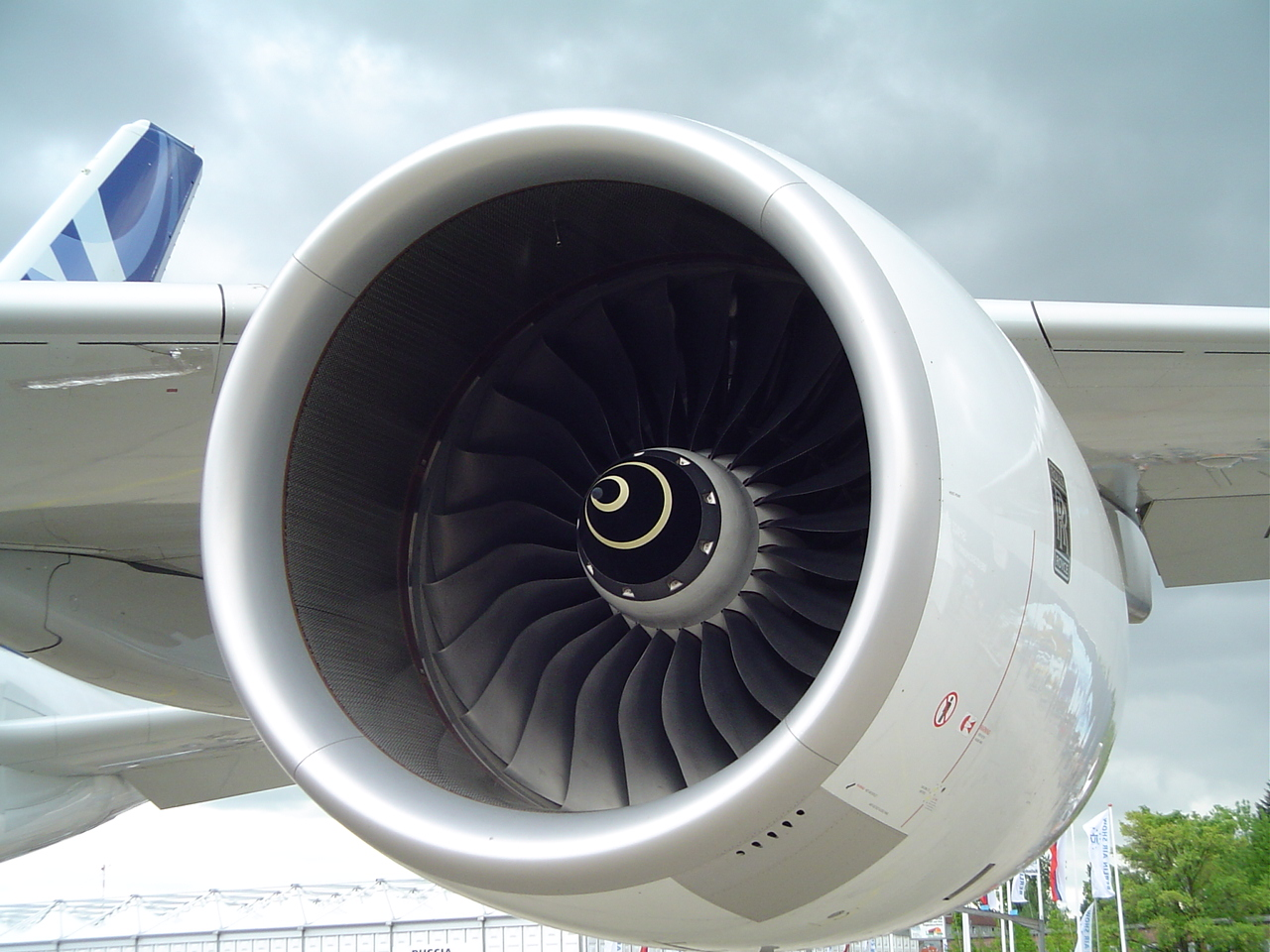
Réacteur RB211 Trent 970B-84
(4 x 348,31 kN pour l'A380-841).

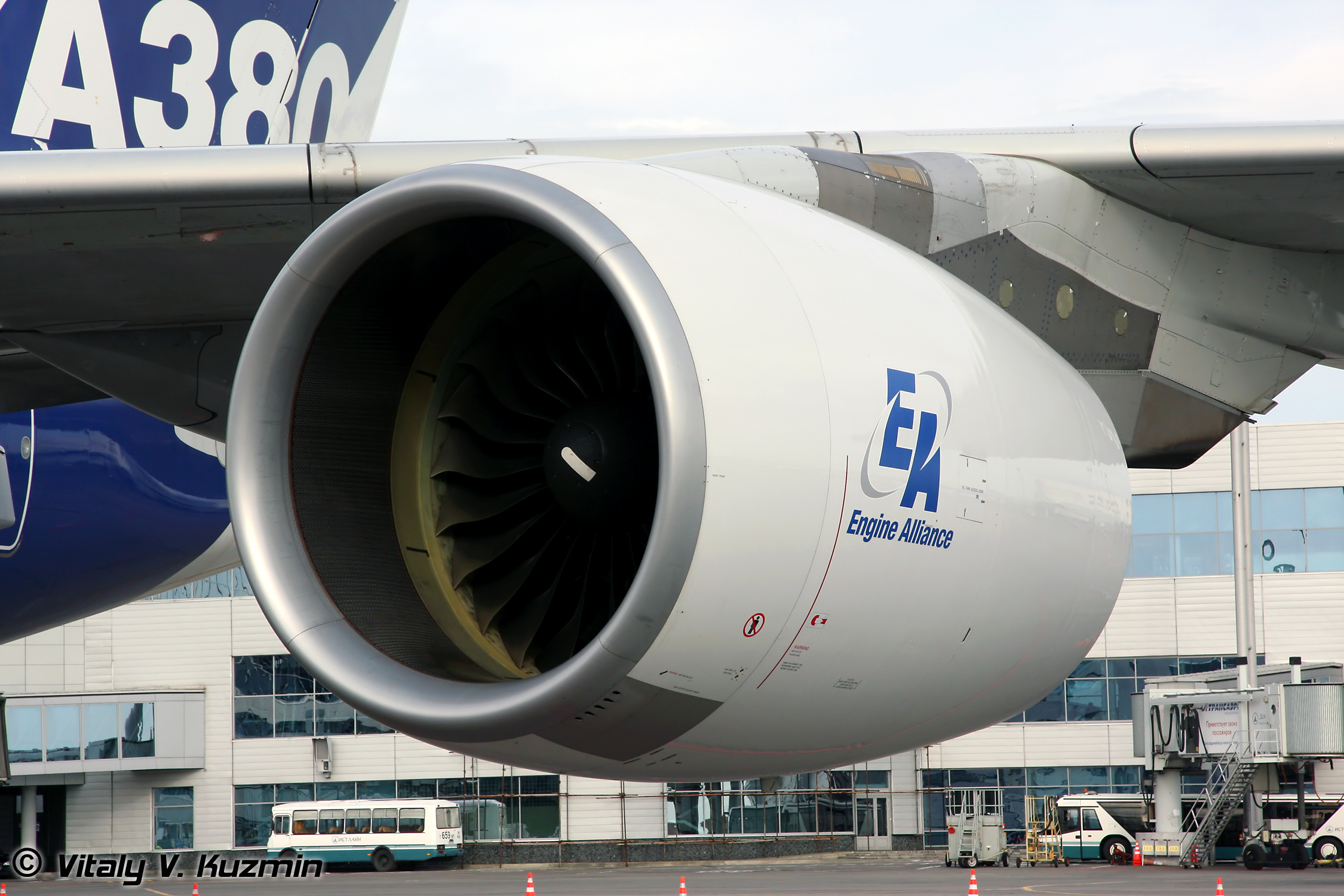
Réacteur GP7270
(4 x 332,44 kN pour l'A380-861).

L'A380 peut être équipé de deux types de turboréacteur : Rolls-Royce Trent 900 pour les A380-841, A380-842, A380-843F et GP7200 pour les A380-861 et A380-863F. Le Trent 900, fabriqué par Rolls-Royce plc à Derby en Angleterre, est une version dérivée du Trent 800 incorporant des éléments du Trent 500 et du Trent 8104. Le GP7000, fabriqué par Engine Alliance, dérive du GE90 et du PW4000. Ces deux réacteurs sont conçus pour produire une poussée de 311 kN pour la version passager (A380-800) lors de croisière, et 340 kN au cas où la version cargo (A380-800F) serait relancée. Toutefois, Airbus ne mentionne formellement plus cette dernière depuis quelques années, sans trouver aucun client. Plus de puissance est disponible quand l'appareil décolle, durant quelques minutes. Cette motorisation permet à l'A380 de voler à plus de 900 km/h en dépit de sa masse imposante. Seuls les deux moteurs intérieurs sont équipés d'inverseurs de poussée.
La réduction du bruit était une des principales contraintes à respecter et a grandement influencé la conception des réacteurs,. Les deux versions des moteurs devraient générer deux fois moins de bruit que ceux de son rival le Boeing 747 et consommer autour de 15 % de carburant en moins,,, permettant à l'A380 de respecter les limites QC/2 au départ et QC/0.5 à l'arrivée d'après le Quota Count system fixé par l'aéroport de Londres Heathrow.
Le diamètre des entrées d'air des réacteurs de l'A380 est de 3,16 mètres pour le GP7270 et de 2,94 mètres pour le Trent 900.
Le 17 avril 2015, Emirates signa brutalement à Londres un contrat important en faveur des réacteurs de Rolls Royce, au regard de ses derniers 50 exemplaires. Même les spécialistes ignorent sa raison réelle, soit une amélioration technique, soit une sélection stratégique telle la préparation pour l'A380 neo, soit une raison politique.

### Intégration aux infrastructures existantes et régulations

#### Aménagement au sol
Les travaux à réaliser par les aéroports concernent principalement les aménagements nécessaires pour embarquer et débarquer jusqu'à 800 passagers à la fois, ainsi que des zones de manœuvre à agrandir légèrement.
De nombreuses critiques portaient initialement sur le fait que l'A380 allait endommager les pistes et aires de stationnement des aéroports mais, malgré sa taille et son poids, l'appareil a été conçu pour pouvoir décoller et atterrir sur les principaux aéroports internationaux. Ses 562 tonnes à pleine charge sont réparties sur les 20 roues de son train principal, les deux roues du train avant n'étant sollicitées que de manière secondaire. Ce nombre est supérieur à celui d'un Boeing 747 ou 777 et fait que le poids supporté par chacune d'entre elles est similaire aux autres gros porteurs. Airbus a mesuré la charge au sol en utilisant un véhicule lesté de 540 tonnes, spécialement construit pour reproduire le train d'atterrissage de l'A380. Le véhicule a effectué plusieurs passages sur un morceau de piste de l'aéroport de Toulouse spécialement équipé de capteurs de charge.
D'après son envergure, la FAA américaine classe l'A380 dans la catégorie Design Group VI qui nécessite une largeur de 60 m pour les pistes et 45 m pour les voies de circulation, comparé à 45 et 23 m pour les appareils de la catégorie Design Group V comme le Boeing 747. La FAA a également initialement envisagé de limiter la vitesse de roulage de l'A380 à 25 km/h sur les infrastructures de type Group V avant de retirer cette recommandation,. Depuis le début, Airbus affirme que l'A380 peut utiliser des installations de types Group V sans agrandissement. En juillet 2007, la FAA et l'EASA se sont mises d'accord pour laisser l'appareil utiliser des pistes de 45 m de large sans restrictions.
L'A380 a été conçu pour pouvoir se loger dans un carré de 80 m de côté et peut atterrir ou décoller de n'importe quelle piste qui puisse accueillir un Boeing 747. Son envergure peut nécessiter des travaux d'aménagement des voies de circulation et du tarmac pour conserver des marges de sécurité lorsque deux avions se croisent. Les bas-côtés des pistes et voies peuvent nécessiter d'être pavés afin d'éviter les dommages par corps étranger sur les réacteurs extérieurs, qui se trouvent à plus de 25 m de l'axe central de l'appareil. Tous les ponts supportant une piste ou une voie doivent également être capables de supporter le poids de l'appareil. Les portes des terminaux doivent être dimensionnées de façon que les ailes de l'A380 ne bloquent pas les autres portes adjacentes et puissent permettre d'utiliser plusieurs passerelles pour des embarquements simultanés sur les deux ponts.
L'obligation d'adapter les infrastructures aéroportuaires entraîne surtout des contraintes lorsqu'un A380 est dérouté. Ainsi, le 12 août 2010, un Airbus A380 de la compagnie australienne Qantas, qui avait été forcé d'atterrir sur l’aéroport de la Tontouta en Nouvelle-Calédonie après avoir été dérouté entre Los Angeles et Sydney en raison du mauvais temps, a bloqué l'aéroport pendant deux heures car il était incapable de négocier son demi-tour en bout de piste et a dû en définitive être remorqué.

#### Turbulences de sillage
Le 10 novembre 2005, l'OACI décide, pour des raisons de sécurité, d'augmenter les distances minimales pour les appareils suivant un A380. Elle crée une catégorie « Super lourd ». Cette décision, prise à partir de modèles aérodynamiques théoriques, tient compte du fait que l'A380, plus lourd que le 747, déplace un volume d'air plus important et par conséquent créé des turbulences de sillage 14 % plus importantes en croisière et 9 % en approche vis-à-vis d'un 747-400. La nouvelle politique temporaire ainsi appliquée à l'A380 impose que tout appareil suivant un A380 à l'atterrissage doit respecter une distance minimale de sécurité de 10 NM (18,5 km) ; alors que pour un appareil de type 747 la distance minimale est de 4 NM pour un appareil « lourd » à 6 NM pour un appareil « léger » (type Cessna). De même en vol de croisière, la distance est portée de 5 à 15 NM, et au décollage la durée d'attente pour appareil suivant un A380 est de 2 à 3 min.
Cette décision est un coup dur pour Airbus qui comptait utiliser l'argument du désengorgement des aéroports pour vendre son appareil. En effet l'avantage de l'augmentation du nombre de passagers transportés, et qui permettrait de diminuer le nombre d'appareils à faire décoller, est réduit à néant et devient même un inconvénient au vu de la diminution des cadences au décollage et à l'atterrissage induite par ces règles. L'avionneur décide alors d'approfondir sa campagne de test entamée en 2003 afin de récolter plus de données pour prouver à l'OACI que ces marges de sécurité sont trop importantes et que son « Super Jumbo » ne produit pas plus d'effets qu’un 747 aux distances de la catégorie « lourd ».
Sous le contrôle de l'Airbus A380 Wake Vortex Steering Group, composé de membres de la Federal Aviation Administration américaine (FAA), de la European Joint Aviation Authorities (JAA), d'Eurocontrol et d'Airbus, différents essais sont menés sur une période de trois ans pour mesurer les effets de l'A380 sur le vol d'appareils de différentes tailles et dans différentes situations. Ces essais impliquent sur la durée deux A380, un A318 et un A340-600 d'Airbus, un 747-400 de Lufthansa et un 777 d'Air France ainsi qu'un Falcon 20 du DLR équipé d'un LIDAR. En tout, 308 heures d'essais sont nécessaires et le résultat des essais est révélé en septembre 2006.

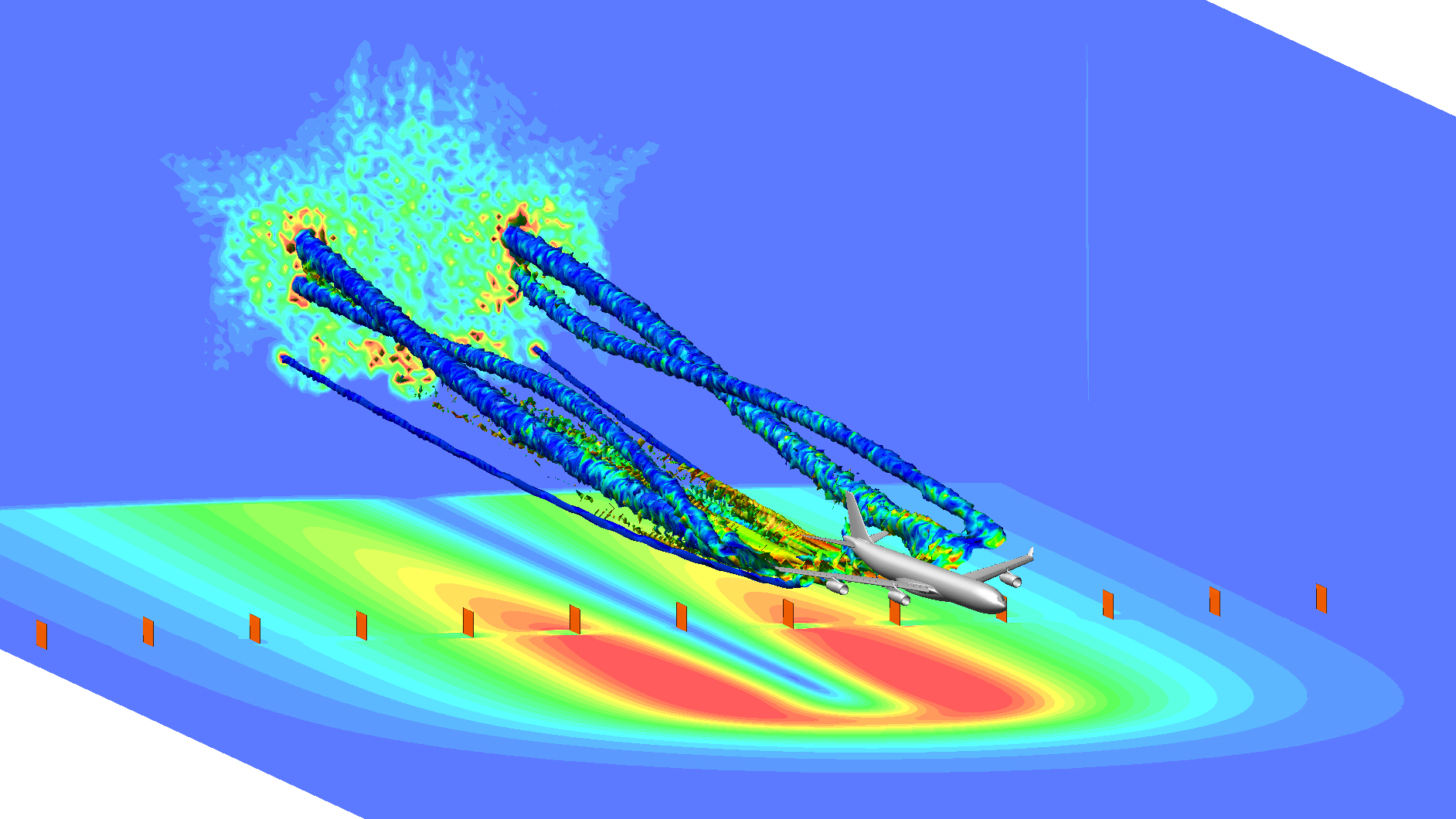
Phénomène de turbulence de sillage d'un A340 avant l'atterrissage (simulation par ordinateur).

En fin de compte, les essais ont révélé que l'A380 pouvait conserver en vol de croisière les mêmes ségrégations qu'un 747. Par contre, en phase d'approche, les distances sont légèrement augmentées par rapport aux valeurs de l'OACI : +2 NM pour un appareil de la catégorie « lourd » (6 NM), +3 NM pour la catégorie « moyenne » (8 NM) (type A320) et +4 NM pour un appareil « léger » (10 NM) ; dans le cas d'un A380 en suivant un autre, la distance reste de 4 NM,. De même, au décollage, un appareil « lourd » doit attendre 2 minutes après le décollage d'un A380 et 3 minutes pour des appareils « moyen » et « léger », l'A380 n'ayant pas à subir ces contraintes.
Ces essais permirent de collecter un grand nombre de données sur les turbulences de sillage et, par la suite, tous les nouveaux appareils devront effectuer ce type d'essais.
Certains virent dans ces règles particulières appliquées à l'A380 un nouvel effet du protectionnisme américain, comme à l'époque du Concorde. Cependant, ces mêmes mesures furent appliquées par la suite aux 787 et Boeing 747-8 de Boeing.

### Carburant alternatif

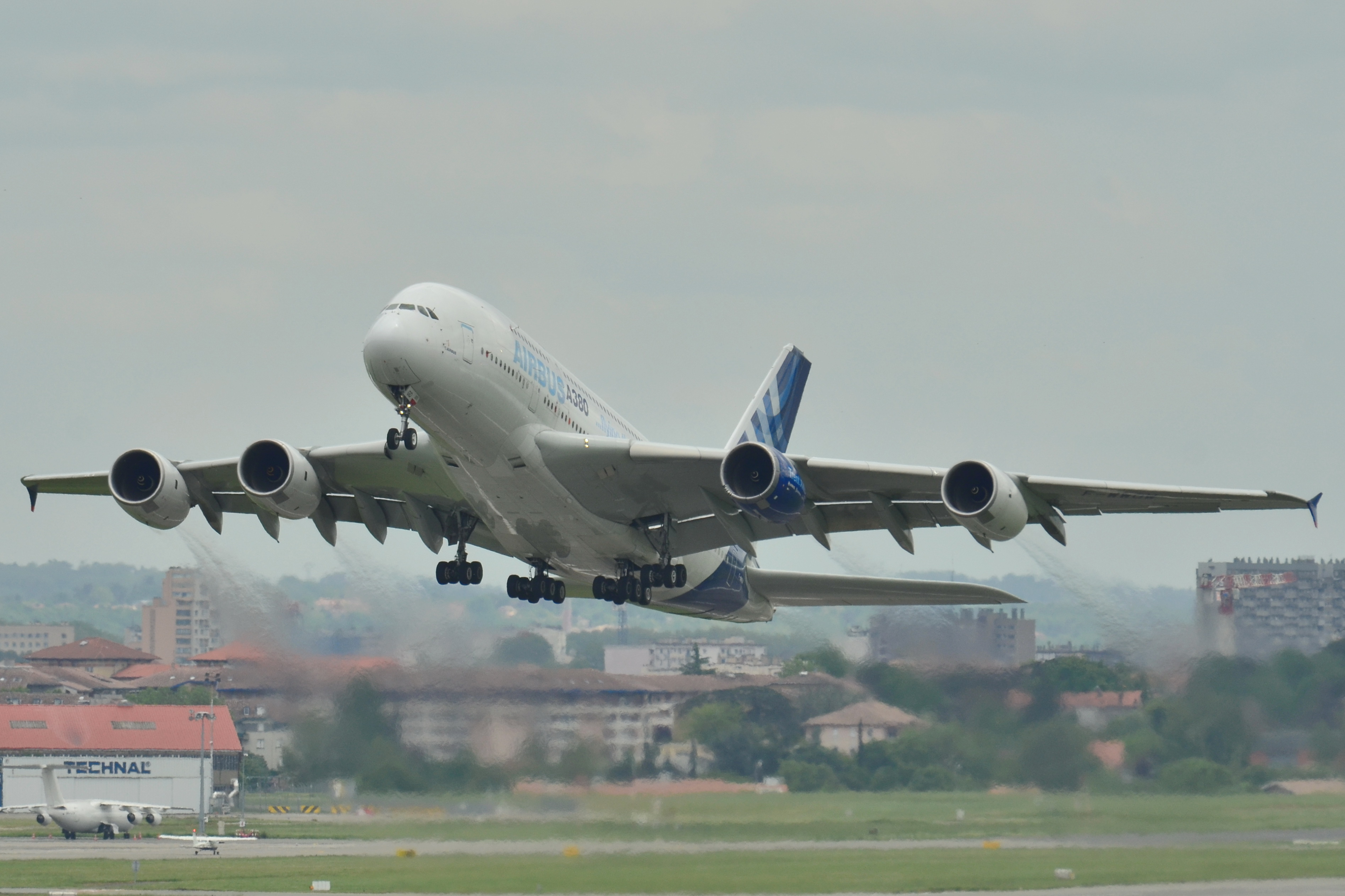
Vol d'essai avec le moteur no 2 (Trent XWB en bleu) qui est destiné à l'A350.

Le 1er février 2008, Airbus teste en conditions réelles à bord d'un Airbus A380 l'utilisation du GTL en tant que carburant (mélangé avec 60 % de kérosène) pour l'un des quatre réacteurs de l'avion. Ce test s'avère possible car chacun des moteurs possède son propre réservoir.

### Banc d'essai avec 3 moteurs
Une particularité de l'A380 est qu'il est capable d'effectuer le vol avec trois moteurs, sans problème. Cette utilisation est autorisée sous la certification. D'où, le prototype était en usage pour l'essai du moteur destiné à l'A350 tandis qu'est envisagé son engagement en faveur du futur programme ZEROe, appareil d'hydrogène actuellement développé par Airbus. Il est à noter qu'en 2013, avec cette certification, un A380 des Emirates a continué son long vol commercial, en dépit de la panne d'un moteur survenue au-dessus de l'océan Atlantique.

## Production
Comme les autres programmes d'Airbus, l'A380 est la synthèse de pièces produites dans toute l'Europe avec des sous-traitants dans le monde entier. Il est composé de près de trois millions de pièces détachées, elles-mêmes regroupées en de grands ensembles fonctionnels. Schématiquement, le fuselage est fabriqué en France et en Allemagne, l'empennage et la queue en Espagne, les ailes et certains moteurs au Royaume-Uni, l'assemblage final étant effectué à Toulouse.

### Sites de production

Transport des pièces de l'A380 jusqu'à la chaîne d'assemblage final à Toulouse.

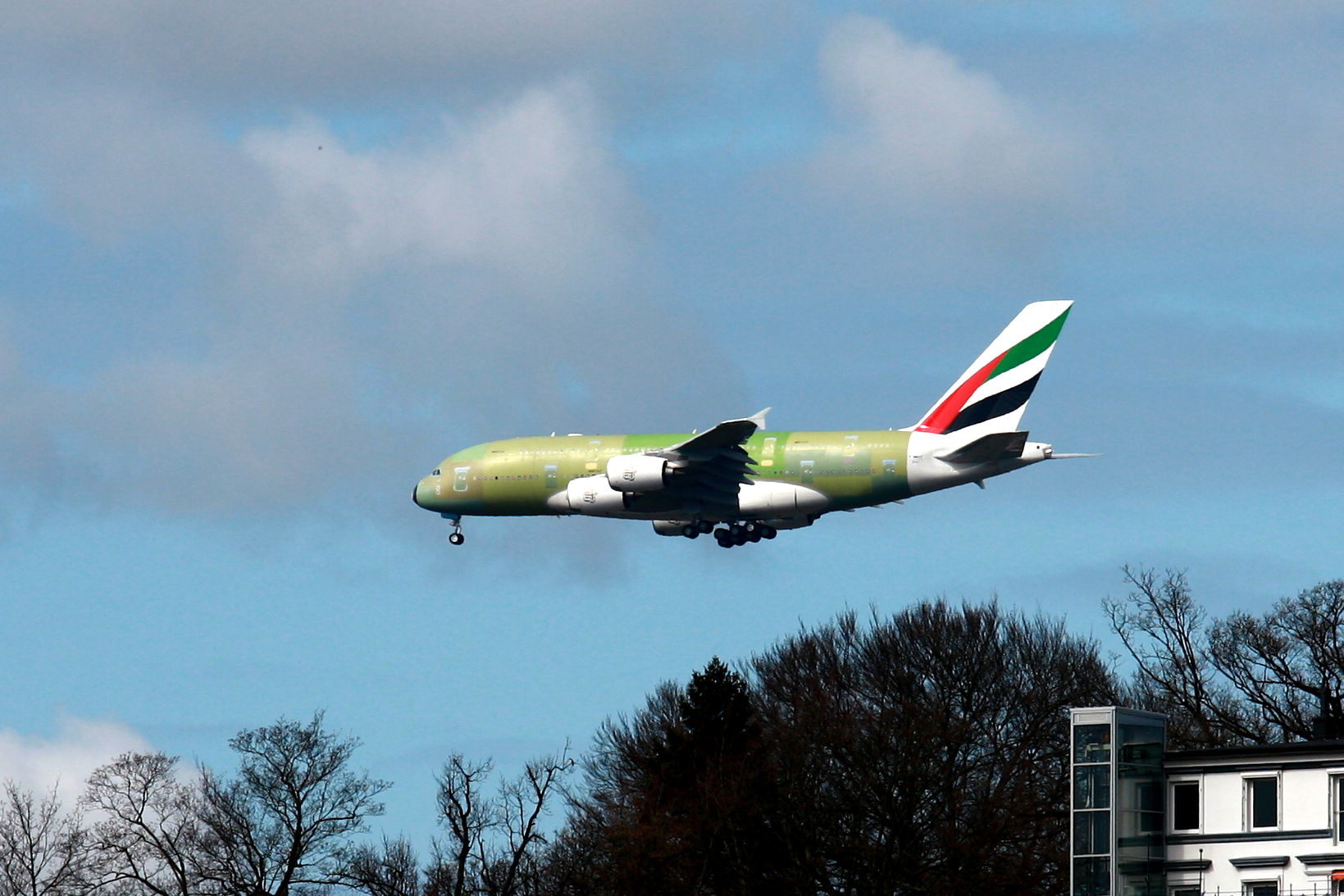
Un A380 arrive à Hambourg-Finkenwerder avant peinture, aménagement commercial et livraison. Désormais, l'A380 assemblé s'y rend dès son premier vol sans retourner à Toulouse.

L'Allemagne fournit le fuselage et l'empennage vertical dans des usines à Laupheim, Buxtehude, Nordenham, Stade, Brême et Hambourg. Buxtehude construit le système d'intercommunication de la cabine qui comprend le système d'intercommunication cabine numérique CIDS, le canal de service PSC (Passenger Service Channel), l'éclairage intérieur, les ordinateurs de bord ainsi que le système d'eau et de déchets. Le site de Nordenham est spécialisé dans la fabrication de tôles de grandes dimensions et de coquilles de fuselage pour tous les appareils Airbus et fabrique les tronçons avant, arrière, ainsi que la coquille supérieure du tronçon central de l'A380 y sont notamment assemblés. L'usine de Stade fabrique l'empennage vertical, des ailerons et des cloisons pressurisées de l'A380. Les équipements pour les ailes tels que les volets ou les dispositifs de contrôle de la portance sont fabriqués à Brême qui dispose aussi d'équipements d'essai physique, de vérification et d'intégration. Le site Airbus de Laupheim, précédemment Aircabin, est spécialisé dans le développement et la production des intérieurs de cabine, des panneaux de soute, des compartiments de repos pour l'équipage et des canalisations d'air. Le site est également maître d'œuvre de l'habillage de cabine de l'A380. L'aéroport de Hambourg-Finkenwerder accueille l'aménagement commercial complet de la cabine, la peinture, le contrôle final et assure la livraison aux clients d'Europe et du Moyen-Orient.
Les trois usines espagnoles, situées à Getafe, Illescas et Puerto Real, fabriquent et assemblent l'empennage horizontal, la pointe arrière de fuselage et le carénage ventral de l'A380. La plus importante usine se trouve à Getafe et est chargée de l'assemblage et du montage de l'empennage horizontal, du développement et de la production de matériaux composites et fournit également les trappes du train d'atterrissage principal, des sections de la partie arrière du fuselage, la jonction des empennages horizontal et vertical, le cône arrière de fuselage et la dérive. L'usine de Getafe travaille souvent en partenariat avec celle d'Illescas, qui lui fournit des pièces pour l'empennage et celle de Puerto Real avec qui elle est chargée d'effectuer les séries de test sur l'empennage horizontal. L'usine de Puerto Real produit les composants structuraux du gouvernail de direction, ainsi que le capot du carénage ventral et réalise les essais fonctionnels de l'empennage horizontal. Spécialisée dans la production automatisée de matériaux composites avancés, le site d'Illescas réalise les fibres de carbone pour l'empennage horizontal, les sections de fuselage et les nervures des ailes.
Les trois principales usines françaises sont situées à Bouguenais, Saint-Nazaire et Méaulte et l'assemblage final des A380 se fait à Toulouse,. L'usine de Méaulte produit les sections, du nez jusqu'aux portes avant, de l'A380 mais également les logements de train d'atterrissage et certaines pièces en alliages légers, tels que les encadrements de glace du cockpit. Le site nantais accueille la fabrication et l'assemblage du caisson central de voilure, l'élément central de l'A380 ainsi que la fabrication des ailerons, les entrées d'air des nacelles et le radôme d'une hauteur de 2,60 m. L'usine de Saint-Nazaire est spécialisée dans l'assemblage des sections avant et centrale de l'A380, dans l'installation et les tests du fuselage ainsi que l'installation et les essais de différents systèmes des tronçons, dont la génération hydraulique, le conditionnement d'air, le système carburant et la génération électrique. Toulouse accueille la chaîne d'assemblage finale de l'A380. La zone d'aménagement concerté AéroConstellation, située en bout de piste de l'aéroport de Blagnac, accueille sur 270 ha de nombreux bâtiments de montage, d'assemblage ainsi que des bureaux ainsi que l'Arche, un bâtiment de 490 mètres de long, 250 mètres de large et 46 mètres de haut qui abrite 34 000 m2 de bureau ainsi que trois postes d'assemblages, trois postes d'essai et trois postes de chantier de l'A380.
Au Royaume-Uni, les deux principaux sites sont situés à Filton et à Broughton. Ils conçoivent et fabriquent les voilures de l'A380. L'usine de Broughton est spécialisée dans la construction des ailes ainsi que dans l'équipement des trains d'atterrissage et des systèmes carburant.
Les bords d'attaque ainsi que leur système de dégivrage, ainsi que la partie supérieure avant (Upper Nose Unit) sont fabriqués en Belgique par la société Sonaca dans son usine de Gosselies (Charleroi). Au total, plusieurs dizaines d'entreprises belges participent à la fabrication de l'Airbus, notamment à la production du plancher renforcé du fuselage au niveau du train principal d'atterrissage.

### Transport des pièces

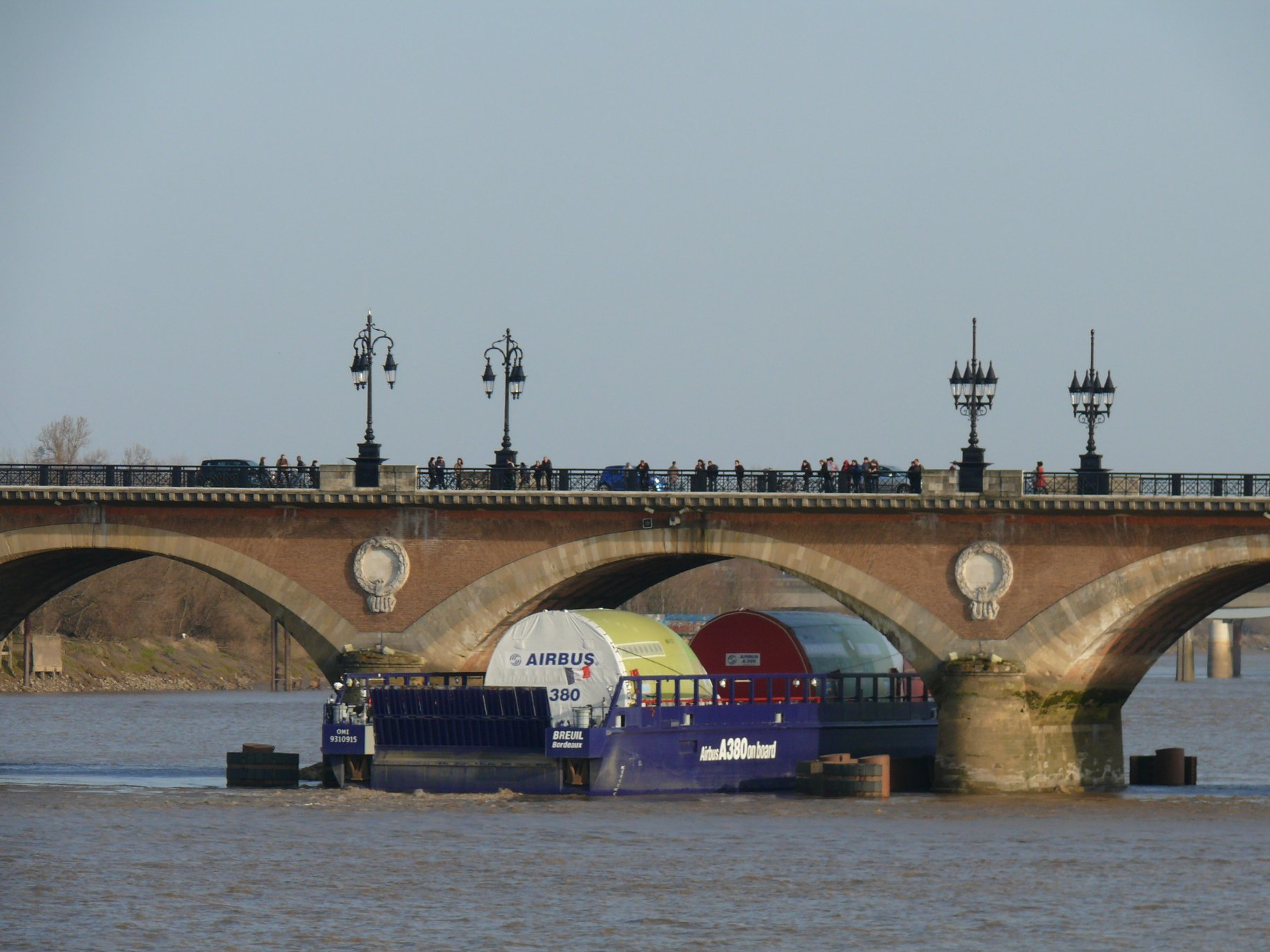
Tronçons passant à Bordeaux.

Les principaux éléments constituant les appareils de la gamme d'Airbus sont produits dans des usines réparties dans toute l'Europe mais les chaînes de montage se trouvent sur le site de l'aéroport de Toulouse-Blagnac en France ou à l'aéroport de Hambourg-Finkenwerder en Allemagne. Ces déplacements entre les différents sites de production et de montage s'effectuaient par camions ou par les airs, grâce au Beluga, un Airbus A300-600ST dont le fuselage a été spécialement modifié pour pouvoir recevoir des pièces de grande taille mais avec les dimensions de l'A380, l'emploi de cet avion est devenu impossible et Airbus a donc mis en place un système combiné de transport aérien, maritime et terrestre par bateaux, barges et camions.

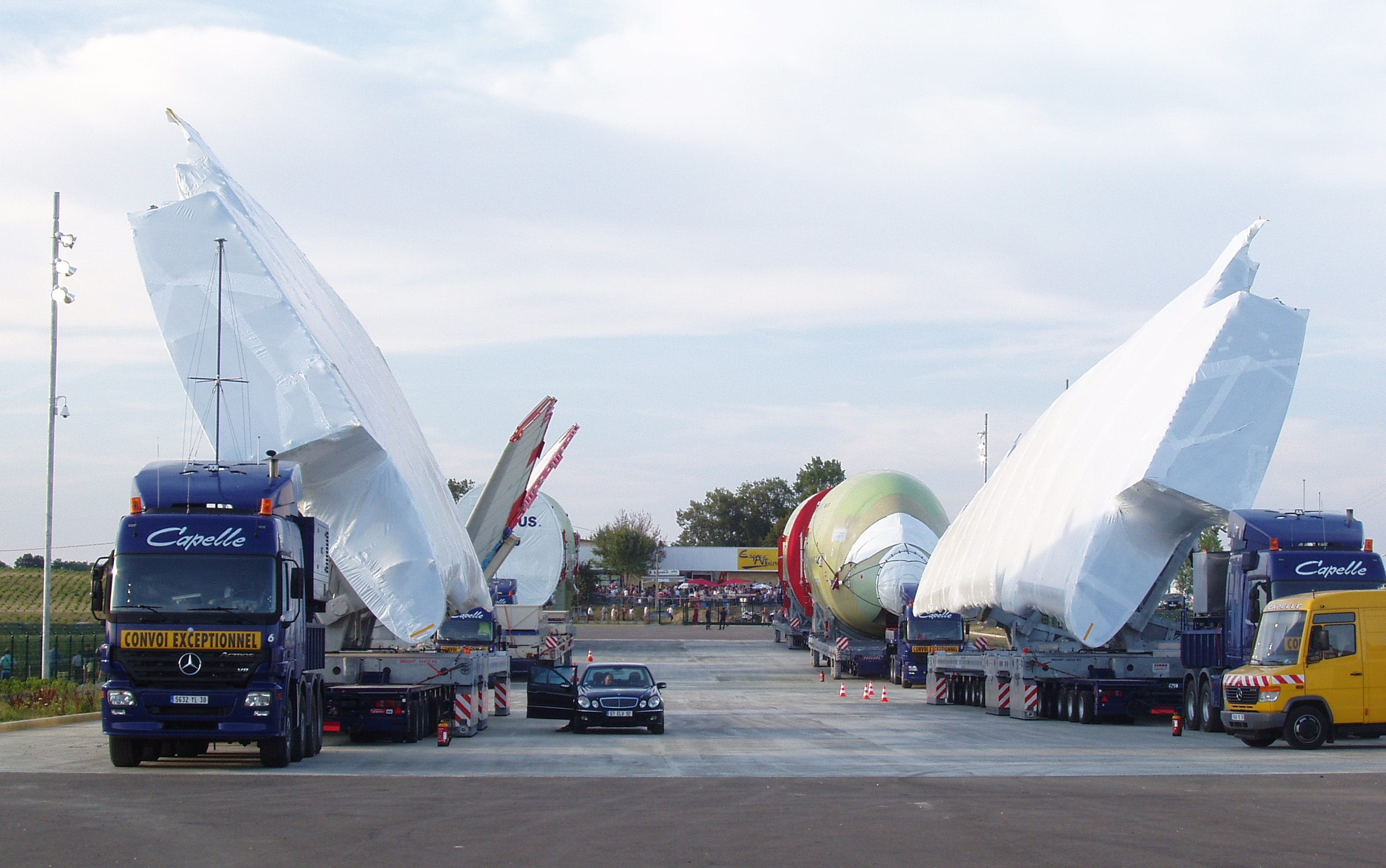
Convoi exceptionnel des éléments de l'A380 sur l'IGG à Eauze. Tous les moyens de transport sont mis en œuvre.

Les différentes pièces constituant l'A380 sont assemblées en sous-éléments dans différentes usines d'Airbus réparties dans toute l'Europe. Ces sous-éléments sont ensuite transportés par mer ou par les airs jusqu'à Saint-Nazaire où ils sont pré-assemblés. Les tronçons avant, central et arrière de l'appareil, les deux ailes et l'empennage arrière sont ensuite acheminés jusqu'à Toulouse pour le montage final.
Une fois l'appareil capable de voler de ses propres ailes, il est transporté jusqu'à l'aéroport de Hambourg-Finkenwerder pour l'aménagement intérieur, selon les désirs des compagnies aériennes clientes.
L'Airbus A300-600ST, bien qu'il ne soit pas le moyen de transport principal, est notamment utilisé entre Stade en Allemagne et Toulouse pour transporter l'empennage vertical. Le cône arrière est également transporté par les airs entre Getafe et Toulouse. Quant au cockpit, il était initialement transporté par camion depuis le site de Méaulte jusqu'à l'aéroport de Paris Beauvais Tillé où il embarquait sur Beluga pour rejoindre Saint-Nazaire, mais depuis 2007, le transport par Beluga est direct entre l'aéroport Albert-Picardie et Saint-Nazaire.
Les autres éléments du tronçon central fabriqués à Méaulte, comme la case de train de 11 m de long pour 2 650 kg, sont transportés par route jusqu'à Saint-Nazaire.
Le transport des pièces les plus imposantes est assuré par trois navires rouliers spécialement construits en Chine (chantiers Jinling Shipyard de Nanjin) et à Singapour (chantiers ST Marine) et armés par Louis Dreyfus Armateurs et Leif Höegh : le Ville de Bordeaux (2004), le City of Hamburg (janvier 2009) et le Ciudad de Cadiz (avril 2009).
Avant la mise en service de ses sisterships, le Ville de Bordeaux effectuait seul les rotations vers les différents sites de rassemblement : allers-retours entre l'Allemagne, le Royaume-Uni, l'Espagne et Saint-Nazaire et Pauillac en France. Les tronçons avant et arrière de l'A380 sont embarqués au port de Hambourg. Les voilures, fabriquées à Broughton au Pays de Galles, sont transportées par route puis par barge sur le fleuve Dee jusqu'à Mostyn où le navire vient faire escale. Après avoir embarqué ces éléments, le navire se rend à Saint-Nazaire. Il décharge les éléments qui seront assemblés sur place pour embarquer un tronçon complet et équipé du poste de pilotage ainsi qu'un tronçon arrière avant de rejoindre Pauillac, dans l'estuaire de la Gironde. À la suite de l'amélioration de l'itinéraire à grand gabarit en octobre 2014, ce transport exceptionnel vers Toulouse ne dure que deux nuits au lieu de trois auparavant. Au début du mois de mai 2015, on comptait 206 convois exceptionnels depuis le lancement du programme.

### Particularité des livraisons

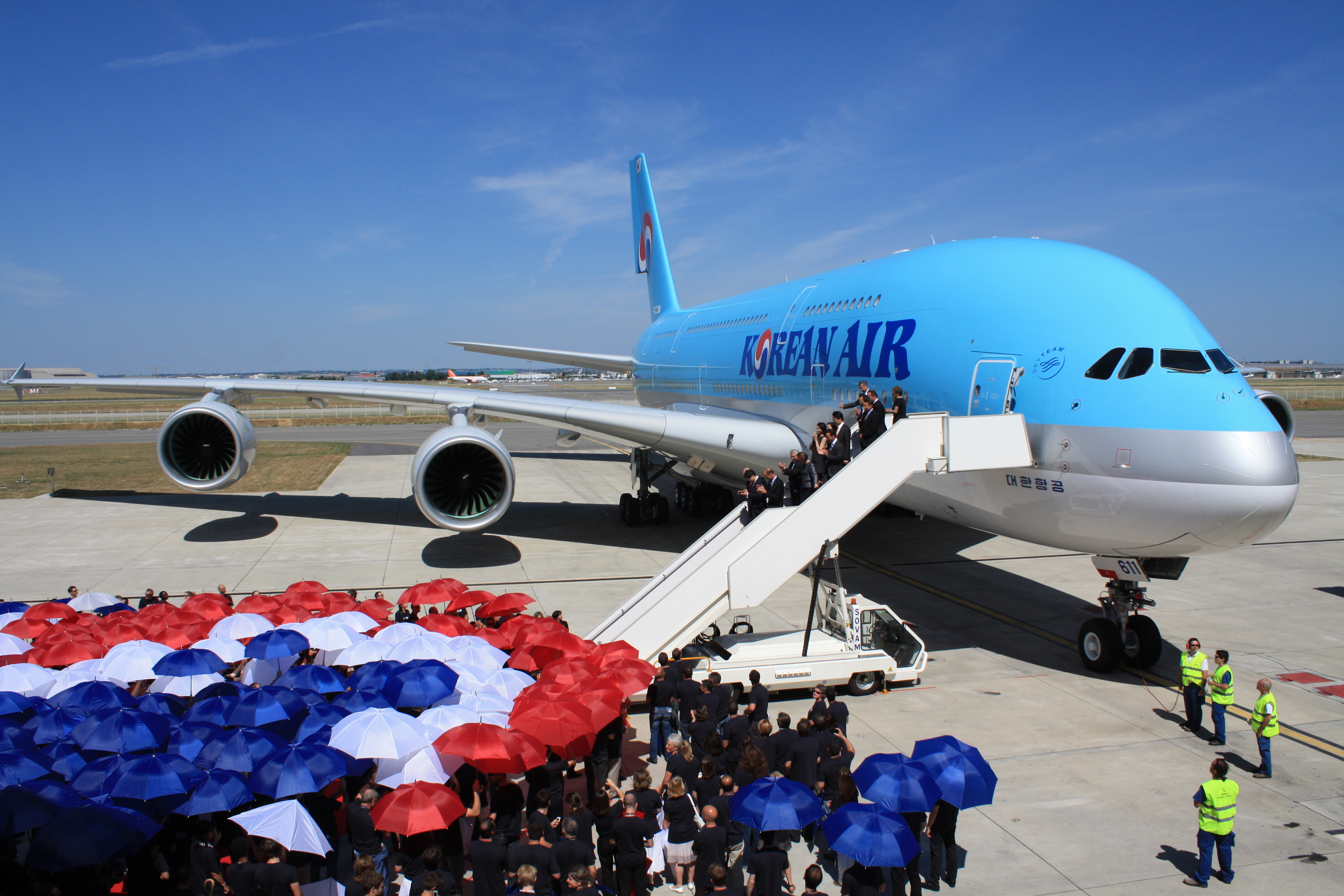
Cérémonie de livraison d'un appareil de Korean Air à Toulouse.

Une fois l'aménagement de cabine terminé à Hambourg, la livraison y est normalement effectuée. Cependant, à cause de la proximité de la ville de Hambourg, les pistes de cet aéroport sont trop courtes (plus précisément 3 183 m et 2 935 m) pour que l'A380 puisse décoller à sa masse maximale au décollage. En conséquence, plusieurs clients préfèrent recevoir leurs appareils à Toulouse, afin de s'éviter une escale supplémentaire.
- Livraison à Hambourg : Air France, Emirates, Etihad Airways, Lufthansa
- Livraison à Toulouse : All Nippon Airways, Asiana Airlines, China Southern Airlines, Korean Air, Malaysia Airlines, Qantas, Singapore Airlines, Thai Airways, British Airways, Qatar Airways

## Caractéristiques techniques

Comparaison des plans de coupe de l'A380 et du Boeing 747.

Comparaison entre l'A380 et divers véhicules.

L'A380 comparé à d'autres avions :
Airbus A380-800
Hughes H-4 Hercules
Stratolaunch
Antonov An-225
Boeing 747-8

| Version                                                 | A380-800.                                                                       |
| ------------------------------------------------------- | ------------------------------------------------------------------------------- |
| Équipage Technique (PNT)                                | 2                                                                               |
| Nombre typique de sièges                                | 525 sièges (en 3 classes) 853 sièges (maximum) 315 sièges en haut et 538 en bas |
| Capacité cargo (conteneurs)                             | 38 LD3                                                                          |
| Longueur                                                | 72,72 m                                                                         |
| Hauteur de la queue                                     | 24,09 m                                                                         |
| Envergure                                               | 79,75 m                                                                         |
| Surface alaire                                          | 845 m2                                                                          |
| Empattement                                             | 31,88 m                                                                         |
| Largeur du fuselage                                     | 7,14 m                                                                          |
| Largeur de la cabine du pont principal                  | 6,54 m                                                                          |
| Largeur de la cabine du pont supérieur                  | 5,80 m                                                                          |
| Masse à vide                                            | 270 000 kg                                                                      |
| Masse maximale au parking                               | 492 - 577 000 kg                                                                |
| Masse maximale au décollage (MTOW)                      | 490 - 575 000 kg                                                                |
| Masse maximale à l'atterrissage                         | 386 - 395 000 kg                                                                |
| Masse maximale hors carburant                           | 361 - 373 000 kg                                                                |
| Charge utile maximale au décollage                      | 102 000 kg                                                                      |
| Distance de décollage                                   | 2 750 m                                                                         |
| Plafond                                                 | 13 115 m                                                                        |
| Vitesse de croisière typique                            | Mach 0,85                                                                       |
| Vitesse de croisière maximale                           | Mach 0,89                                                                       |
| Rayon d'action maximal                                  | 15 200 km                                                                       |
| Kérosène transportable                                  | 258 600 L                                                                       |
| Consommation                                            | 2,9 L/100 km par passager (2 000 L/100 km).                                     |
| Réacteurs (x4)                                          | RB211 Trent 970B-84/972B-84 (A380-841 et -842) GP7270 (-861)                    |
| Poussée (x4) (autorisée au décollage jusqu'à 5 minutes) | RR : 348,31 kN (970B-84) ou 356,81 kN (972B-84) EA : 332,44 kN                  |

## Avions conservés
Deux prototypes sont conservés :
| MSN | Version              | Année de construction | Premier vol     | Retrait         | Usine            | Dernière immatriculation | Dernier opérateur | Propriétaire et lieu de préservation                 | Photo |
| --- | -------------------- | --------------------- | --------------- | --------------- | ---------------- | ------------------------ | ----------------- | ---------------------------------------------------- | ----- |
| 002 | A380-841             | 2005                  | 3 novembre 2005 | 2007            | Toulouse-Blagnac | F-WXXL                   | Airbus            | Conservé au musée Aéroscopia à Toulouse-Blagnac      |       |
| 004 | A380-861 (A380 Plus) | 2005                  | 18 octobre 2005 | 14 février 2017 | Toulouse-Blagnac | F-WWDD                   | Airbus            | Conservé au Musée de l'Air et de l'Espace au Bourget |       |

## Accidents et incidents
Depuis sa mise en service en octobre 2007, l'A380 n'a subi aucun accident mortel ou entraînant la perte de l'appareil :
- le 10 octobre 2010, une collision au sol se produit entre un A330 et un A380 car l'A380 n'était pas stationné correctement et car l'équipage de l'A330 a décidé de continuer son roulage malgré la prise en compte du danger. Le saumon d'aile de l'A330 touche le cône de queue de l'A380 où se trouve l'APU[179] ;
- le 4 novembre 2010, le vol Qantas 32 reliant Londres et Sydney, avec escale à Singapour, a été contraint de retourner à l'aéroport de Singapour après une panne moteur au-dessus de l'île de Batam. La panne a été causée par l'explosion non contenue de la turbine du réacteur no 2, occasionnant de nombreux dégâts structuraux à l'aile, au système électrique et hydraulique. L'accident n'a blessé aucun passager de l'appareil mais deux personnes ont été légèrement blessées par des débris du moteur sur l’île de Batam. L'enquête menée par l'Australian Transport Safety Bureau a déterminé que cet incident avait été provoqué par le frottement d'un composant mal placé contre la paroi d'un tuyau[180]. Après des réparations estimées à 139 millions de dollars australiens, soit plus de 90 millions d'euros, l'appareil a été remis en service le 22 avril 2012 ;
- le 11 avril 2011, le vol Air France au départ de l'aéroport John F. Kennedy de New York a percuté sur le taxiway un Canadair CRJ700 de la compagnie Comair en provenance de Boston. L'aile gauche de l'A380 a accroché l’empennage du CRJ700 le faisant tourner sur 90°[181],[182] ;
- le 19 juin 2011, un Airbus A380 de démonstration d'Airbus immatriculé F-WWDD percute un bâtiment lors du roulage la veille de l'ouverture du salon international de l'aéronautique et de l'espace de Paris-Le Bourget[183]. L'accident n'a fait aucun blessé et l'appareil a pu être réparé et remis en service. C'est un autre A380, celui de Korean Air immatriculé HL7612 qui le remplaça ;
- le 19 janvier 2012, le vol Air France 346 entre Paris-Charles-de-Gaulle (CDG) et Montréal-Pierre-Elliott-Trudeau (YUL) a été contraint de faire demi-tour au-dessus de l'Atlantique à la suite d'un incendie électrique localisé dans une armoire du pont inférieur. Cet incident a causé l'arrêt du système de divertissement ainsi que des fours. L'appareil s'est posé sans encombre à Paris, avec le service d'incendie de l'aéroport en escorte jusqu'à la porte du terminal[réf. nécessaire] ;
- le 25 octobre 2013, au-dessus de l'océan Atlantique, A6-EEG d'Emirates effectuant le vol EK202 subit une panne du moteur no 4, après son départ de New York JFK. L'équipage a décidé de continuer le vol avec trois moteurs restants. Descendu à l'altitude plus basse (9 500 m au lieu de 10 700 m), l'appareil a effectué encore 9 300 km de parcours en consommant plus de carburant, et le lendemain atterri à l'aéroport international de Koweït sans problème, où un autre A380 l'attendait. La cause a été attribuée à la panne de 2 pompes du moteur no 4[162].
- le 26 juin 2015, un A380 d'Emirates effectuant le vol EK 413 reliant Sydney à Dubaï est contraint d'atterrir en urgence à Colombo en raison d'un dégagement de fumées dans le cockpit. Ses 471 passagers ont été transférés sur d'autres vols Emirates ;
- le 7 janvier 2017, un Airbus A380 d'Emirates volant au-dessus de la mer d'Arabie à 35 000 pieds croise un Bombardier Challenger 604 de MHS Aviation volant en sens inverse à 34 000 pieds. La turbulence de sillage du A380 est si forte qu'elle provoque l'arrêt des moteurs du Challenger 604 et une perte de contrôle de l'avion que l'équipage ne parvient à reprendre qu'après une perte d'altitude de 10 000 pieds. Le Challenger 604 subit une forte charge de « g » et plusieurs passagers sont blessés dans l'incident poussant l'équipage à demander un atterrissage d'urgence à Mascate. Les dégâts subis sur le Challenger 604 sont tels qu'il est irréparable[184] ;
- le 30 septembre 2017, un Airbus A380 assurant le vol Air France 066 à destination de Los Angeles est contraint de se dérouter vers la base militaire de Goose Bay au Canada à la suite d'un grave dommage encouru sur le réacteur numéro 4. L'atterrissage se fait sans encombre pour les 520 personnes à bord[185],[186]. Les passagers ont ensuite pu être rapatriés vers Los Angeles.

## Notes et références

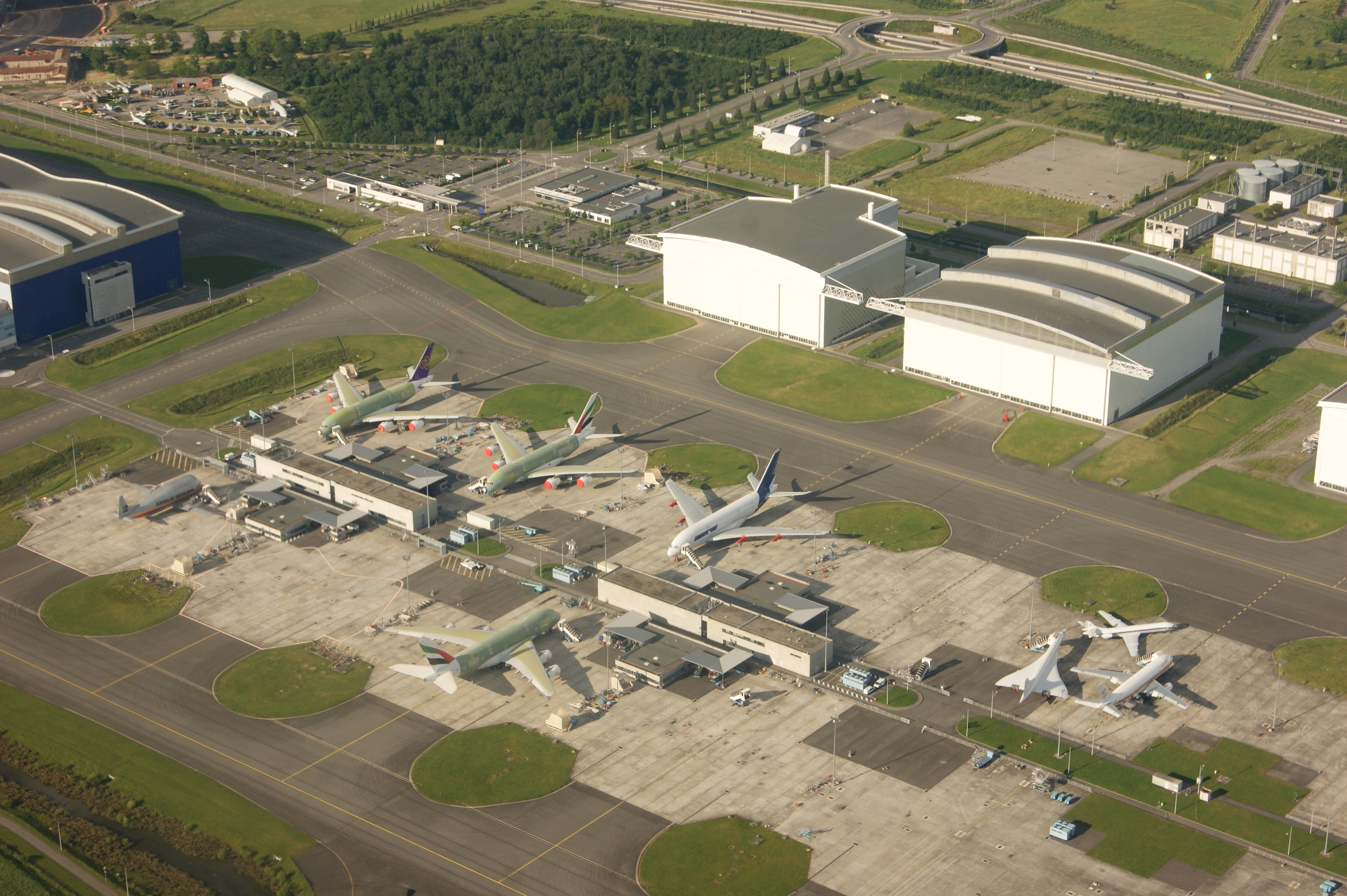
L'usine de Toulouse dont le tarmac était conçu pour 12 A380.

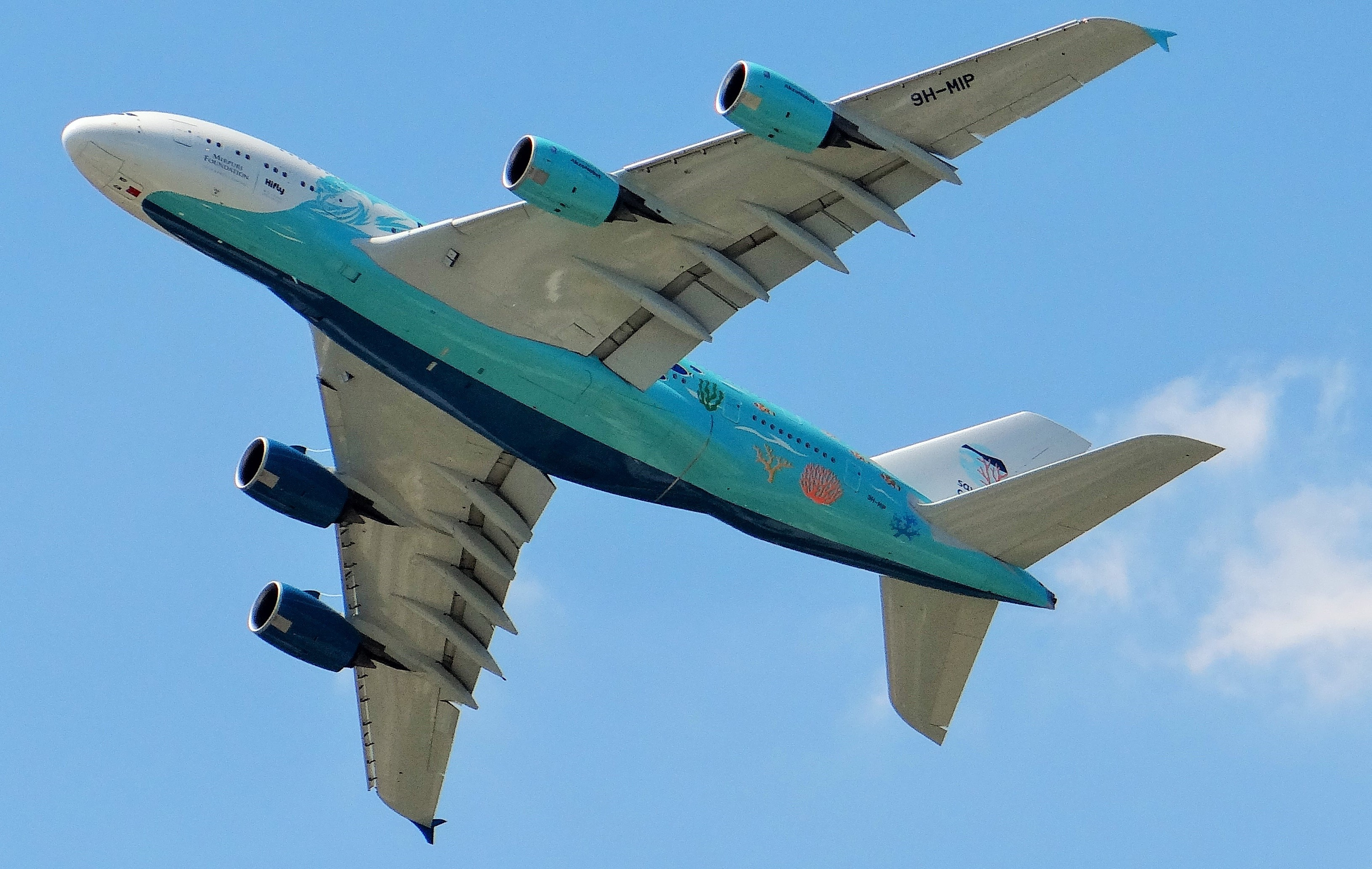
A380 vu de dessous, salon de Paris-Le Bourget, juin 2019.